# ベッドフォード公爵
ベッドフォード公爵（英語: Duke of Bedford）は、イングランド貴族の公爵位。爵位名はベッドフォードシャーのベッドフォードに由来する。過去に5度創設されており、現存する第5期のベッドフォード公爵位は、廷臣ジョン・ラッセルが1539年に叙されたラッセル男爵位と1551年に叙されたベッドフォード伯爵位を前身とし、1694年に第5代ベッドフォード伯ウィリアム・ラッセルが叙されたのに始まる。「ベドフォード」とも表記される。

## 歴史

### ラッセル家前のベッドフォード公
1414年5月16日にヘンリー4世の第3子ジョン・オブ・ランカスター (1389-1435) が一代限りの爵位としてベッドフォード公に叙されたのが最初の創設である。彼は1422年にフランス占領地の摂政となり、百年戦争後期のイングランド軍を指揮し、ジャンヌ・ダルクを火刑に処したことなどで知られる。彼の死後、爵位は消滅した。
ついで1470年1月5日に初代モンタギュー侯爵ジョン・ネヴィルの長男ジョージ・ネヴィル (1461-1483) が王女エリザベス・オブ・ヨークとの結婚を見越してベッドフォード公爵に叙位されたが、彼の父がランカスター派に転じて敗死したため、エリザベスとの婚約が破談となり、さらに1478年3月に「名誉ある地位を保てるだけの財産がない」とされて議会法によって爵位をはく奪されている。
その直後にエドワード4世の三男ジョージ・プランタジネット(1477-1479) に与えられるも、夭折したため消滅した。
1485年10月27日にはヘンリー7世の叔父でヘンリー7世の擁立に貢献したジャスパー・テューダー (1431-1495) に与えられたが、男子がなかったために1代で絶えた。

### ラッセル家がベッドフォード伯位を得る

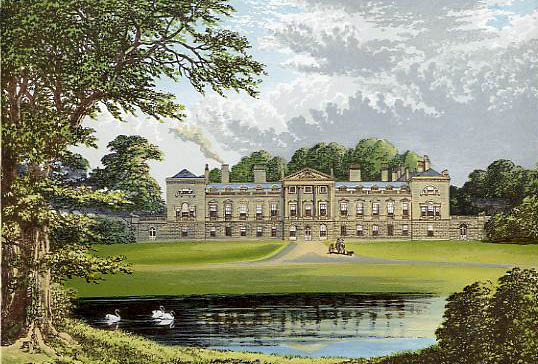
4代ベッドフォード伯フランシス(1593-1641)が建設したウォバーン・アビー。

現在のベッドフォード公であるラッセル家の祖は初代ベッドフォード伯爵ジョン・ラッセル (1485-1555) である。彼は貿易商をしていた1506年1月にドーセットに難破した神聖ローマ皇帝マクシミリアン1世の長男フィリップとその妃フアナの通訳を務め、その功績でヘンリー7世の宮廷官に取り立てられた。続くヘンリー8世の時代にも外交官や枢密顧問官として活躍し、修道院解散で修道院所有の荘園を次々と獲得した。ベッドフォードシャーのミルトン・キーンズ付近にあるウォバーン・アビーの荘園やロンドン中心部コヴェント・ガーデンもこの時に入手している。ヘンリー8世の宮廷では粛清が相次いだが、彼は処刑されることなく、次のエドワード6世の時代まで宮廷で重きをなし続けた。1539年3月9日にはヘンリー8世よりベッドフォード州におけるチェニースのラッセル男爵 (Baron Russell, of Chenies in the County of Bedford) 、1551年1月19日にはエドワード6世よりベッドフォード伯爵 (Earl of Bedford) に叙せられている。
その子である第2代伯フランシス(1527-1585) は、エリザベス1世時代に外交官として活躍したことやフランシス・ドレイクの名付け親となったことなどで知られる。
2代伯の跡は2代伯の三男ヘンリーの子であるエドワード(1572-1627) が継いだが、彼には男子がなかったため、その死後、2代伯の四男初代ソーンホーのラッセル男爵ウィリアム(1558–1613) の子である第2代ソーンホーのラッセル男爵フランシス(1593-1641) が4代伯を継承した。そのためこれ以降ノーサンプトン州におけるソーンホーのラッセル男爵 (Baron Russell of Thornhaugh, in the County of Northampton) も従属爵位に加わる。また4代伯はウォバーン・アビーに邸宅を立てた人物であり、以降ここがラッセル家の本拠となる。4代伯の長男が初代ベッドフォード公に叙されることになる第5代ベッドフォード伯ウィリアム・ラッセル（1613-1700）である。

### 冤罪の詫びで公爵に叙される

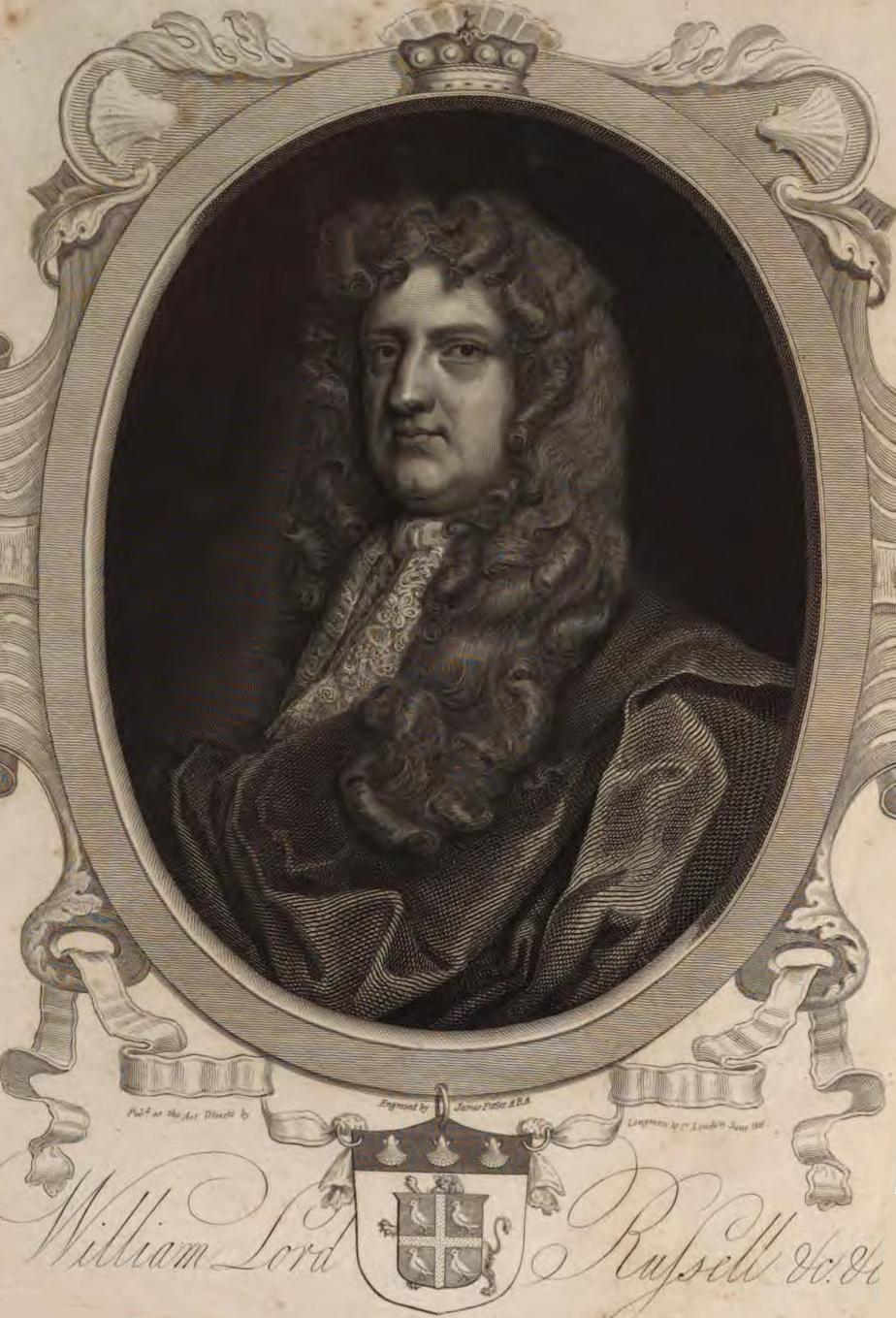
ライハウス陰謀事件において冤罪で処刑されたラッセル卿ウィリアム・ラッセル(1639-1683)

5代ベッドフォード伯の息子のラッセル卿（儀礼称号）ウィリアム・ラッセル (1639-1683) は、ホイッグ党幹部、反カトリックの強硬プロテスタントとして庶民院で活躍した。そのため淫靡な風潮を好む国王チャールズ2世やカトリックの王弟ヨーク公ジェームズと対立を深めた。
そんな中の1683年6月にライハウス陰謀事件（チャールズ2世やヨーク公を暗殺して、チャールズ2世の庶子でプロテスタントのモンマス公ジェイムズ・スコットを擁立しようとしたとされる計画）が持ちあがった。官憲の捜査の手はホイッグ党幹部に伸び、事件と関係がなかったラッセル卿も冤罪で逮捕された。ラッセル卿は裁判で無罪を主張したものの、結局大逆罪により死刑判決を受けた。父である5代ベッドフォード伯をはじめとする多くの人から助命嘆願が国王に寄せられたものの受け入れられず、7月21日に処刑された（ただしヨーク公が首吊り・内臓抉り・四つ裂きの刑を求めたのに対してチャールズ2世はそれを退けて貴族の尊厳を認めた斬首刑で死刑を行わせている）。
1685年、カトリックのヨーク公がジェームズ2世として即位したが、1688年には名誉革命が発生し、ジェームズ2世は王位を追われ、プロテスタントのウィリアム3世とメアリー2世夫妻が新国王に擁立された。この影響で1689年の議会はラッセル卿の大逆罪を否認する決議を出し、その名誉を回復した。ついで1694年5月11日には息子を冤罪にかけたお詫びとして81歳になっていた5代伯がベッドフォード公爵 (Duke of Bedford) とタヴィストック侯爵 (Marquess of Tavistock) に叙されたのだった。

### ベッドフォード公としてのラッセル家

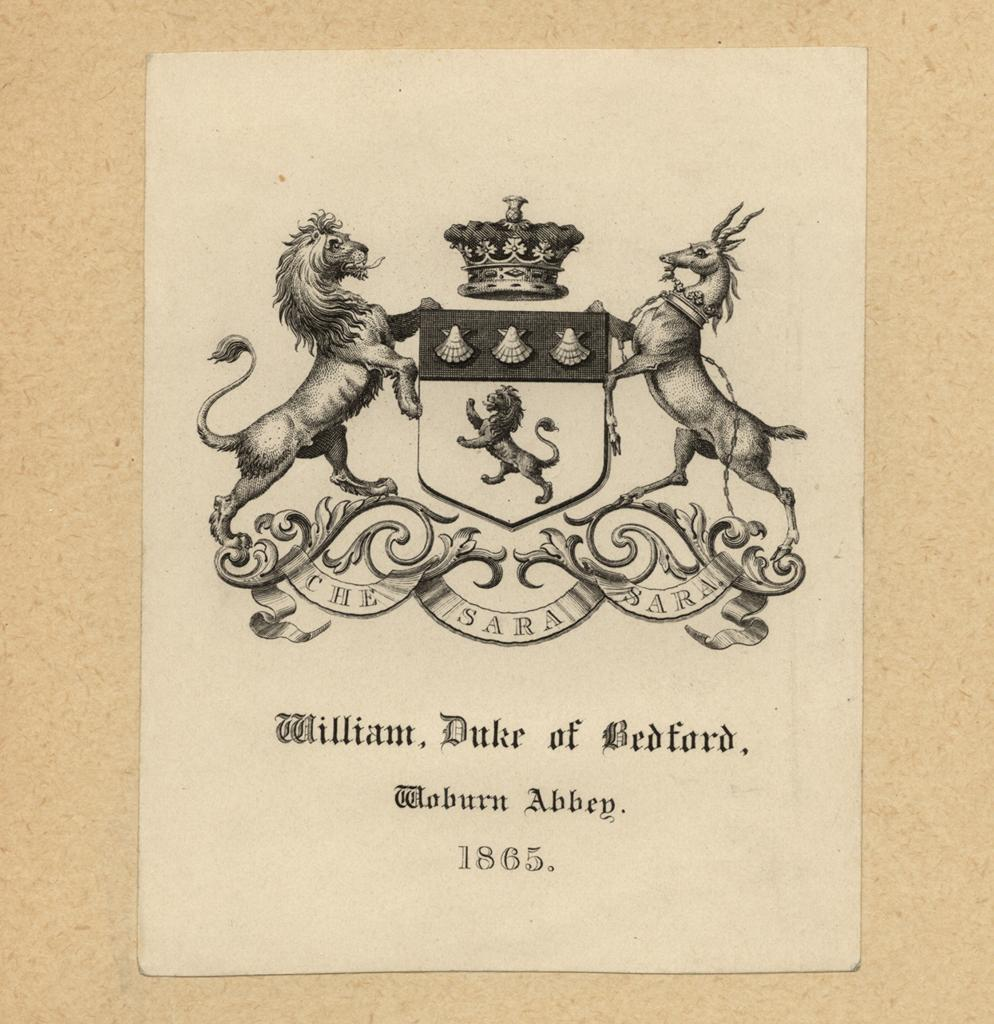
公爵家の紋章が捺された蔵書票

1700年の初代公の死後、爵位はその孫にあたるライオセスリー (1680-1711)（処刑されたラッセル卿の遺児）が継承した。彼は襲爵前の1695年5月に母レイチェルの周旋で、資産家ジョン・ホウランドの娘で女子相続人のエリザベス (Elizabeth Howland) と結婚しており、これによりベッドフォード公爵家は10万ポンドの遺産とロンドン・ストリーサムをはじめとするホウランド家の所領を相続し、イングランド四大資産家の一家に数えられるようになった。また、この結婚を機に祖父が1695年6月13日にカウンティ・オブ・サリーにおけるストリーサムのホウランド男爵 (Baron Howland, of Streatham in the County of Surrey) に叙されている。
2代公の同名の子で3代公を継承したライオセスリー (1708-1732) は、ギャンブル好きでプロのギャンブラーの餌食となり25万ポンドも失ったが、マールバラ公ジョン・チャーチル夫人サラの財政援助や跡を継いだ弟の4代公ジョン (1710-1771) の努力で財産を回復させ、デヴォンシャー公爵、ノーサンバーランド公爵、ブリッジウォーター公爵とならぶ4大資産家の地位を取り戻した。また4代公は軍人として中将まで昇進した他、政界でもホイッグ党の派閥の長として枢密院議長や国璽尚書などの閣僚職を歴任した。
4代公の子である5代公フランシス(1765-1802) と6代公ジョン (1766-1839) は共に浪費家で散財したが、6代公は王立植物園キューガーデン創設に貢献している。また6代公の妻ジョージアナ（第4代トリントン子爵ジョージ・ビングの娘）からの遺伝でベッドフォード公爵家にメランコリーが流れ込んだ。これ以降の当主は多かれ少なかれメランコリーに苦しむことになる。
6代公の長男である7代公フランシス (1788-1861) は徹底した緊縮により家計の立て直しに努めた。しかし使うべき時には決して出し惜しみせず、彼の妻アンナも客人をよくもてなし、イギリスの「5時のお茶 (five o'clock tea) 」の風習はアンナのもてなしを起源としている。またホイッグ党（自由党）の政治家である次弟（6代公の三男）ジョン・ラッセル卿への金銭支援も欠かさなかった。その結果ジョン・ラッセル卿は政界の中心として活躍し続けることができ、首相（在職1846-1852、1865-1866）や外務大臣（在職1852-1853、1859-1865）を歴任し、1861年にはラッセル伯爵に叙されている。その子孫第3代ラッセル伯が哲学者と知られるバートランド・ラッセルである。
7代公の息子である8代公ウィリアム（1809-1872）は重度のメランコリーに苦しみ、生涯結婚しなかった。彼の死後に爵位は6代公の次男ウィリアムの子であるフランシス (1819-1891) が継承したが、彼もメランコリーに苦しみ、拳銃自殺するという衝撃的な最期を遂げた。
その子ジョージ (1852-1893) が10代公となったが、襲爵から2年後には急死したため、弟のハーブランド(1858-1940) が11代公を継承した。11代公夫妻は動物を共通の趣味とし、犬、猫、鹿、鳥類などを収集した。これが後のサファリパーク開園につながる。妻メアリーは活動的な女性で晩年にはパイロットとして自家用飛行機で飛び回っていたが、1937年に航空事故死した。夫の11代公もその3年後に死去した。11代公は息子と仲が悪かったため、相続税対策が遅れ、財産税攻勢の直撃を被った。ロンドン・コヴェント・ガーデンの土地はこの際に手放している。
11代公の息子である12代公ヘイスティングス(1888-1953) は、第二次世界大戦中に貴族院で戦争反対を訴え続けたため、「ファシスト」だの「共産主義者」だのと誹謗中傷された。迫害に晒される12代公は人間に嫌気がさし、「動物は自分を裏切らない」と語って父同様動物収集にはまるようになった。また狩猟好きでもあったが、1953年秋に領地での狩猟中に行方不明となった。捜索の結果、藪の中で散弾銃を受けた12代公の遺体が発見された。この不可解な死をめぐる真相は未だ不明である。
貴族に対する過酷な相続税攻勢は1954年の改正で緩和されるが、12代公の不審死はそれにぎりぎり間に合わず、公爵家は再び相続税の直撃を被り、更なる土地の売却に迫られた。ベッドフォード公爵家の所有地はついに本拠のウォバーン・アビーの屋敷と領地だけになってしまった。
家計の立て直しのために13代公イアン(1917-2002) は先祖の収集した動物をサファリパークにして開園した。
2015年現在の当主はその孫である15代公アンドリュー・ラッセル（1962-）である。
ベッドフォード公爵ラッセル家のモットーは「なるようになる (Che Sera Sera) 」。

## 現当主の保有爵位
上記の経緯から現在の当主15代ベッドフォード公爵アンドリュー・ラッセルは以下の爵位を保有している。
- 第15代ベッドフォード公爵 15th Duke of Bedford
(1694年5月11日の勅許状によるイングランド貴族爵位)
- 第15代タヴィストック侯爵 15th Marquess of Tavistock
(1694年5月11日の勅許状によるイングランド貴族爵位)
- 第19代ベッドフォード伯爵 19th Earl of Bedford
(1550年1月15日の勅許状によるイングランド貴族爵位)
- ベッドフォード州におけるチェニースの第19代ラッセル男爵 19th Baron Russell, of Chenies in the County of Bedford
(1539年3月9日の勅許状によるイングランド貴族爵位)
- ノーサンプトン州におけるソーンホーの第17代ラッセル男爵（英語版） 17th Baron Russell of Thornhaugh, of Thornhaugh in the County of Northampton
(1603年7月21日の勅許状によるイングランド貴族爵位)
- サリー州におけるストリーサムの第15代ホウランド男爵 15th Baron Howland, of Streatham in the County of Surrey
(1695年6月13日の勅許状によるイングランド貴族爵位)

ベッドフォード公爵家の法定推定相続人は父が有する爵位のうちタヴィストック侯爵を儀礼称号として使用する。またその次の法定推定相続人（嫡流の孫）は祖父が保有する爵位のうちホウランド男爵を儀礼称号として使用する。

## ラッセル家前の一覧

### 第1期 ベッドフォード公 (1414年)
| 肖像 | 爵位の代数 名前 （生没年）                                                        | 受爵期間                      | 続柄              | 備考                                                        |
| ---- | --------------------------------------------------------------------------------- | ----------------------------- | ----------------- | ----------------------------------------------------------- |
|      | 初代ベッドフォード公爵 ジョン・オブ・ランカスター (John of Lancaster) (1389-1435) | 1414年5月16日 - 1435年9月14日 | ヘンリー4世の三男 | フランス摂政(1422-1435) 護国卿(1422-1429) 海軍卿(1426-1435) |

### 第2期 ベッドフォード公 (1470年)
| 肖像 | 爵位の代数 名前 （生没年）                                             | 受爵期間                 | 続柄                     | 備考        |
| ---- | ---------------------------------------------------------------------- | ------------------------ | ------------------------ | ----------- |
|      | 初代ベッドフォード公爵 ジョージ・ネヴィル (George Neville) (1461-1483) | 1470年1月5日 - 1478年3月 | 初代モンターギュ侯の長男 | 1478年 剥奪 |

### 第3期 ベッドフォード公 (1478年)
| 肖像 | 爵位の代数 名前 （生没年）                                                         | 受爵期間           | 続柄                | 備考 |
| ---- | ---------------------------------------------------------------------------------- | ------------------ | ------------------- | ---- |
|      | 初代ベッドフォード公爵 ジョージ・プランタジネット (George Plantagenet) (1477-1479) | 1478年 - 1479年3月 | エドワード4世の三男 |      |

### 第4期 ベッドフォード公 (1485年)
| 肖像 | 爵位の代数 名前 （生没年）                                               | 受爵期間                    | 続柄                | 備考 |
| ---- | ------------------------------------------------------------------------ | --------------------------- | ------------------- | ---- |
|      | 初代ベッドフォード公爵 ジャスパー・テューダー (Jasper Tudor) (1431-1495) | 1485年10月27日 - 1495年12月 | ヘンリー6世の異父弟 |      |

## ラッセル家の一覧

### ラッセル男爵 (1539年)
| 肖像 | 爵位の代数 名前 （生没年）                                   | 受爵期間                     | 続柄 | 備考                                                                                         |
| ---- | ------------------------------------------------------------ | ---------------------------- | ---- | -------------------------------------------------------------------------------------------- |
|      | 初代ラッセル男爵 ジョン・ラッセル (John Russell) (1485-1555) | 1539年3月9日 - 1555年3月14日 |      | スズ鉱山裁判所長官(1539-1555) 海軍卿(1540-1542) 王璽尚書(1542-1555) 1551年にベッドフォード伯 |

### ベッドフォード伯 (1551年)
| 肖像 | 爵位の代数 名前 （生没年）                                                 | 受爵期間                      | 続柄         | 備考                                              |
| ---- | -------------------------------------------------------------------------- | ----------------------------- | ------------ | ------------------------------------------------- |
|      | 初代ベッドフォード伯爵 ジョン・ラッセル (John Russell) (1485-1555)         | 1551年1月19日 - 1555年3月14日 |              | スズ鉱山裁判所長官(1539-1555) 王璽尚書(1542-1555) |
|      | 第2代ベッドフォード伯爵 フランシス・ラッセル (Francis Russell) (1527-1585) | 1555年3月14日 - 1585年7月28日 | 先代の子     | スズ鉱山裁判所長官(1553-1580)                     |
|      | 第3代ベッドフォード伯爵 エドワード・ラッセル (Edward Russell) (1572-1627)  | 1585年7月28日 - 1627年3月3日  | 先代の孫     |                                                   |
|      | 第4代ベッドフォード伯爵 フランシス・ラッセル (Francis Russell) (1593-1641) | 1627年3月3日 - 1641年5月9日   | 先代の従兄弟 | 1613年にソーンホーのラッセル男爵継承              |
|      | 第5代ベッドフォード伯爵 ウィリアム・ラッセル (William Russell) (1613-1700) | 1641年5月9日 - 1700年9月7日   | 先代の子     | 1694年にベッドフォード公・タヴィストック侯        |

### 第5期 ベッドフォード公 (1694年)
| 肖像 | 爵位の代数 名前 （生没年） | 受爵期間                       | 続柄           | 備考 |
| ---- | --- | ------------------------------ | -------------- | --- |
|      | 初代ベッドフォード公爵 ウィリアム・ラッセル (William Russell) (1613-1700)                                                                | 1694年5月11日 - 1700年9月7日   |                | 1695年にホウランド男爵                                                                                        |
|      | 第2代ベッドフォード公爵 ライオセスリー・ラッセル (Wriothesley Russell) (1680-1711)                                                       | 1700年9月7日 - 1711年5月26日   | 先代の孫       | |
|      | 第3代ベッドフォード公爵 ライオセスリー・ラッセル (Wriothesley Russell) (1708-1732)                                                       | 1711年5月26日 - 1732年10月23日 | 先代の子       | |
|      | 第4代ベッドフォード公爵 ジョン・ラッセル (John Russell) (1710-1771)                                                                      | 1732年10月23日 - 1771年1月5日  | 先代の弟       | 海軍大臣(1744-1748) アイルランド総督(1757-1761) 王璽尚書(1761-1763) 駐仏大使(1762-1763) 枢密院議長(1763-1765) |
|      | 第5代ベッドフォード公爵 フランシス・ラッセル (Francis Russell) (1765-1802)                                                               | 1771年1月5日 - 1802年3月2日    | 先代の孫       | |
|      | 第6代ベッドフォード公爵 ジョン・ラッセル (John Russell) (1766-1839)                                                                      | 1802年3月2日 - 1839年10月20日  | 先代の弟       | アイルランド総督(1806-1807)                                                                                   |
|      | 第7代ベッドフォード公爵 フランシス・ラッセル (Francis Russell) (1788-1861)                                                               | 1839年10月20日 - 1861年5月14日 | 先代の子       | |
|      | 第8代ベッドフォード公爵 ウィリアム・ラッセル (William Russell) (1809-1872)                                                               | 1861年5月14日 - 1872年5月27日  | 先代の子       | |
|      | 第9代ベッドフォード公爵 フランシス・チャールズ・ヘイスティングス・ラッセル (Francis Charles Hastings Russell) (1819-1891)                | 1872年5月27日 - 1891年1月14日  | 先代の又従兄弟 | |
|      | 第10代ベッドフォード公爵 ジョージ・ウィリアム・フランシス・サックヴィル・ラッセル (George William Francis Sackville Russell) (1852-1893) | 1891年1月14日 - 1893年3月23日  | 先代の子       | |
|      | 第11代ベッドフォード公爵 ハーブランド・アーサー・ラッセル (Herbrand Arthur Russell) (1858-1940)                                          | 1893年3月23日 - 1940年8月27日  | 先代の弟       | |
|      | 第12代ベッドフォード公爵 ヘイスティングス・ウィリアム・サックヴィル・ラッセル (Hastings William Sackville Russell) (1888-1953)           | 1940年8月27日 - 1953年10月9日  | 先代の子       | |
|      | 第13代ベッドフォード公爵 ジョン・イアン・ロバート・ラッセル (John Ian Robert Russell) (1917-2002)                                        | 1953年10月9日 - 2002年10月25日 | 先代の子       | |
|      | 第14代ベッドフォード公爵 ヘンリー・ロビン・イアン・ラッセル (Henry Robin Ian Russell) (1940-2003)                                        | 2002年10月25日 - 2003年6月13日 | 先代の子       | |
|      | 第15代ベッドフォード公爵 アンドリュー・イアン・ヘンリー・ラッセル (Andrew Ian Henry Russell) (1962-)                                     | 2003年6月13日 - 受爵中         | 先代の子       | |

法定推定相続人は2005年6月7日に誕生した当代の長男のタヴィストック侯爵(儀礼称号)ヘンリー・ラッセルである。

## 系図
|                                                       |                                                       |                                                       |                                                       |                                                       |                                                       |  |  | イングランド王 エドワード3世 (1312–1377)                                |                                                                         |                                                                         |                                                                         |                                                                         |                                                                         |                                                           |                                                           |                                                           |                                                           |                                                           |                                                           |                                                      |                                                      |                                                                                      |                                                                                      |                                                                                      |                                                                                      |                                                                                      |                                                                                      |                                                             |                                                             |                                                             |                                                             |                                                             |                                                             |                                          |                                          |                                          |                                          |  |  |  |  |  |  |  |  |  |  |  |  |  |  |
|                                                       |                                                       |                                                       |                                                       |                                                       |                                                       |  |  |                                                                         |                                                                         |                                                                         |                                                                         |                                                                         |                                                                         |                                                           |                                                           |                                                           |                                                           |                                                           |                                                           |                                                      |                                                      |                                                                                      |                                                                                      |                                                                                      |                                                                                      |                                                                                      |                                                                                      |                                                             |                                                             |                                                             |                                                             |                                                             |                                                             |                                          |                                          |                                          |                                          |  |  |  |  |  |  |  |  |  |  |  |  |  |  |
|                                                       |                                                       |                                                       |                                                       |                                                       |                                                       |  |  | 初代ランカスター公 ジョン・オブ・ゴーント (1340–1399)                   |                                                                         |                                                                         |                                                                         |                                                                         |                                                                         |                                                           |                                                           |                                                           |                                                           |                                                           |                                                           |                                                      |                                                      |                                                                                      |                                                                                      |                                                                                      |                                                                                      |                                                                                      |                                                                                      |                                                             |                                                             |                                                             |                                                             |                                                             |                                                             |                                          |                                          |                                          |                                          |  |  |  |  |  |  |  |  |  |  |  |  |  |  |
|                                                       |                                                       |                                                       |                                                       |                                                       |                                                       |  |  |                                                                         |                                                                         |                                                                         |                                                                         |                                                                         |                                                                         |                                                           |                                                           |                                                           |                                                           |                                                           |                                                           |                                                      |                                                      |                                                                                      |                                                                                      |                                                                                      |                                                                                      |                                                                                      |                                                                                      |                                                             |                                                             |                                                             |                                                             |                                                             |                                                             |                                          |                                          |                                          |                                          |  |  |  |  |  |  |  |  |  |  |  |  |  |  |
|                                                       |                                                       |                                                       |                                                       |                                                       |                                                       |  |  |                                                                         |                                                                         |                                                                         |                                                                         |                                                                         |                                                                         |                                                           |                                                           |                                                           |                                                           |                                                           |                                                           |                                                      |                                                      |                                                                                      |                                                                                      |                                                                                      |                                                                                      |                                                                                      |                                                                                      |                                                             |                                                             |                                                             |                                                             |                                                             |                                                             |                                          |                                          |                                          |                                          |  |  |  |  |  |  |  |  |  |  |  |  |  |  |
| イングランド王 ヘンリー4世 (1367–1413)                | イングランド王 ヘンリー4世 (1367–1413)                | イングランド王 ヘンリー4世 (1367–1413)                | イングランド王 ヘンリー4世 (1367–1413)                | イングランド王 ヘンリー4世 (1367–1413)                | イングランド王 ヘンリー4世 (1367–1413)                |  |  |                                                                         |                                                                         |                                                                         |                                                                         |                                                                         |                                                                         |                                                           |                                                           |                                                           |                                                           |                                                           |                                                           |                                                      |                                                      | ジョウン・ボーフォート (c.1379–1440) m.(2) 初代ウェストモアランド伯 ラルフ・ネヴィル | ジョウン・ボーフォート (c.1379–1440) m.(2) 初代ウェストモアランド伯 ラルフ・ネヴィル | ジョウン・ボーフォート (c.1379–1440) m.(2) 初代ウェストモアランド伯 ラルフ・ネヴィル | ジョウン・ボーフォート (c.1379–1440) m.(2) 初代ウェストモアランド伯 ラルフ・ネヴィル | ジョウン・ボーフォート (c.1379–1440) m.(2) 初代ウェストモアランド伯 ラルフ・ネヴィル | ジョウン・ボーフォート (c.1379–1440) m.(2) 初代ウェストモアランド伯 ラルフ・ネヴィル |                                                             |                                                             |                                                             |                                                             |                                                             |                                                             |                                          |                                          |                                          |                                          |  |  |  |  |  |  |  |  |  |  |  |  |  |  |
| イングランド王 ヘンリー4世 (1367–1413)                | イングランド王 ヘンリー4世 (1367–1413)                | イングランド王 ヘンリー4世 (1367–1413)                | イングランド王 ヘンリー4世 (1367–1413)                | イングランド王 ヘンリー4世 (1367–1413)                | イングランド王 ヘンリー4世 (1367–1413)                |  |  |                                                                         |                                                                         |                                                                         |                                                                         |                                                                         |                                                                         |                                                           |                                                           |                                                           |                                                           |                                                           |                                                           |                                                      |                                                      | ジョウン・ボーフォート (c.1379–1440) m.(2) 初代ウェストモアランド伯 ラルフ・ネヴィル | ジョウン・ボーフォート (c.1379–1440) m.(2) 初代ウェストモアランド伯 ラルフ・ネヴィル | ジョウン・ボーフォート (c.1379–1440) m.(2) 初代ウェストモアランド伯 ラルフ・ネヴィル | ジョウン・ボーフォート (c.1379–1440) m.(2) 初代ウェストモアランド伯 ラルフ・ネヴィル | ジョウン・ボーフォート (c.1379–1440) m.(2) 初代ウェストモアランド伯 ラルフ・ネヴィル | ジョウン・ボーフォート (c.1379–1440) m.(2) 初代ウェストモアランド伯 ラルフ・ネヴィル |                                                             |                                                             |                                                             |                                                             |                                                             |                                                             |                                          |                                          |                                          |                                          |  |  |  |  |  |  |  |  |  |  |  |  |  |  |
|                                                       |                                                       |                                                       |                                                       |                                                       |                                                       |  |  |                                                                         |                                                                         |                                                                         |                                                                         |                                                                         |                                                                         |                                                           |                                                           |                                                           |                                                           |                                                           |                                                           |                                                      |                                                      |                                                                                      |                                                                                      |                                                                                      |                                                                                      |                                                                                      |                                                                                      |                                                             |                                                             |                                                             |                                                             |                                                             |                                                             |                                          |                                          |                                          |                                          |  |  |  |  |  |  |  |  |  |  |  |  |  |  |
|                                                       |                                                       |                                                       |                                                       |                                                       |                                                       |  |  | 1414年ベッドフォード公(1期)                                             |                                                                         |                                                                         |                                                                         |                                                                         |                                                                         |                                                           |                                                           |                                                           |                                                           |                                                           |                                                           |                                                      |                                                      |                                                                                      |                                                                                      |                                                                                      |                                                                                      |                                                                                      |                                                                                      |                                                             |                                                             |                                                             |                                                             |                                                             |                                                             |                                          |                                          |                                          |                                          |  |  |  |  |  |  |  |  |  |  |  |  |  |  |
| イングランド王 ヘンリー5世 (1386–1422)                | イングランド王 ヘンリー5世 (1386–1422)                | イングランド王 ヘンリー5世 (1386–1422)                | イングランド王 ヘンリー5世 (1386–1422)                | イングランド王 ヘンリー5世 (1386–1422)                | イングランド王 ヘンリー5世 (1386–1422)                |  |  | 初代ベッドフォード公 ジョン・オブ・ランカスター (1389–1435)             | 初代ベッドフォード公 ジョン・オブ・ランカスター (1389–1435)             | 初代ベッドフォード公 ジョン・オブ・ランカスター (1389–1435)             | 初代ベッドフォード公 ジョン・オブ・ランカスター (1389–1435)             | 初代ベッドフォード公 ジョン・オブ・ランカスター (1389–1435)             | 初代ベッドフォード公 ジョン・オブ・ランカスター (1389–1435)             |                                                           |                                                           | 5代ソールズベリー伯 リチャード・ネヴィル (1400–1460)      | 5代ソールズベリー伯 リチャード・ネヴィル (1400–1460)      | 5代ソールズベリー伯 リチャード・ネヴィル (1400–1460)      | 5代ソールズベリー伯 リチャード・ネヴィル (1400–1460)      | 5代ソールズベリー伯 リチャード・ネヴィル (1400–1460) | 5代ソールズベリー伯 リチャード・ネヴィル (1400–1460) |                                                                                      |                                                                                      |                                                                                      |                                                                                      |                                                                                      |                                                                                      | セシリー・ネヴィル (1415–1495) m. 3代ヨーク公               | セシリー・ネヴィル (1415–1495) m. 3代ヨーク公               | セシリー・ネヴィル (1415–1495) m. 3代ヨーク公               | セシリー・ネヴィル (1415–1495) m. 3代ヨーク公               | セシリー・ネヴィル (1415–1495) m. 3代ヨーク公               | セシリー・ネヴィル (1415–1495) m. 3代ヨーク公               |                                          |                                          |                                          |                                          |  |  |  |  |  |  |  |  |  |  |  |  |  |  |
| イングランド王 ヘンリー5世 (1386–1422)                | イングランド王 ヘンリー5世 (1386–1422)                | イングランド王 ヘンリー5世 (1386–1422)                | イングランド王 ヘンリー5世 (1386–1422)                | イングランド王 ヘンリー5世 (1386–1422)                | イングランド王 ヘンリー5世 (1386–1422)                |  |  | 初代ベッドフォード公 ジョン・オブ・ランカスター (1389–1435)             | 初代ベッドフォード公 ジョン・オブ・ランカスター (1389–1435)             | 初代ベッドフォード公 ジョン・オブ・ランカスター (1389–1435)             | 初代ベッドフォード公 ジョン・オブ・ランカスター (1389–1435)             | 初代ベッドフォード公 ジョン・オブ・ランカスター (1389–1435)             | 初代ベッドフォード公 ジョン・オブ・ランカスター (1389–1435)             |                                                           |                                                           | 5代ソールズベリー伯 リチャード・ネヴィル (1400–1460)      | 5代ソールズベリー伯 リチャード・ネヴィル (1400–1460)      | 5代ソールズベリー伯 リチャード・ネヴィル (1400–1460)      | 5代ソールズベリー伯 リチャード・ネヴィル (1400–1460)      | 5代ソールズベリー伯 リチャード・ネヴィル (1400–1460) | 5代ソールズベリー伯 リチャード・ネヴィル (1400–1460) |                                                                                      |                                                                                      |                                                                                      |                                                                                      |                                                                                      |                                                                                      | セシリー・ネヴィル (1415–1495) m. 3代ヨーク公               | セシリー・ネヴィル (1415–1495) m. 3代ヨーク公               | セシリー・ネヴィル (1415–1495) m. 3代ヨーク公               | セシリー・ネヴィル (1415–1495) m. 3代ヨーク公               | セシリー・ネヴィル (1415–1495) m. 3代ヨーク公               | セシリー・ネヴィル (1415–1495) m. 3代ヨーク公               |                                          |                                          |                                          |                                          |  |  |  |  |  |  |  |  |  |  |  |  |  |  |
|                                                       |                                                       |                                                       |                                                       |                                                       |                                                       |  |  |                                                                         |                                                                         |                                                                         |                                                                         |                                                                         |                                                                         |                                                           |                                                           |                                                           |                                                           |                                                           |                                                           |                                                      |                                                      |                                                                                      |                                                                                      |                                                                                      |                                                                                      |                                                                                      |                                                                                      |                                                             |                                                             |                                                             |                                                             |                                                             |                                                             |                                          |                                          |                                          |                                          |  |  |  |  |  |  |  |  |  |  |  |  |  |  |
|                                                       |                                                       |                                                       |                                                       |                                                       |                                                       |  |  |                                                                         |                                                                         |                                                                         |                                                                         |                                                                         |                                                                         |                                                           |                                                           |                                                           |                                                           |                                                           |                                                           |                                                      |                                                      |                                                                                      |                                                                                      |                                                                                      |                                                                                      |                                                                                      |                                                                                      |                                                             |                                                             |                                                             |                                                             |                                                             |                                                             |                                          |                                          |                                          |                                          |  |  |  |  |  |  |  |  |  |  |  |  |  |  |
| イングランド王 ヘンリー6世 (1421–1471)                | イングランド王 ヘンリー6世 (1421–1471)                | イングランド王 ヘンリー6世 (1421–1471)                | イングランド王 ヘンリー6世 (1421–1471)                | イングランド王 ヘンリー6世 (1421–1471)                | イングランド王 ヘンリー6世 (1421–1471)                |  |  | キャサリン・オブ・ヴァロワ ヘンリー5世未亡人 m.(2) オウエン・テューダー | キャサリン・オブ・ヴァロワ ヘンリー5世未亡人 m.(2) オウエン・テューダー | キャサリン・オブ・ヴァロワ ヘンリー5世未亡人 m.(2) オウエン・テューダー | キャサリン・オブ・ヴァロワ ヘンリー5世未亡人 m.(2) オウエン・テューダー | キャサリン・オブ・ヴァロワ ヘンリー5世未亡人 m.(2) オウエン・テューダー | キャサリン・オブ・ヴァロワ ヘンリー5世未亡人 m.(2) オウエン・テューダー |                                                           |                                                           | 初代モンターギュ侯 ジョン・ネヴィル (c.1431–1471)         | 初代モンターギュ侯 ジョン・ネヴィル (c.1431–1471)         | 初代モンターギュ侯 ジョン・ネヴィル (c.1431–1471)         | 初代モンターギュ侯 ジョン・ネヴィル (c.1431–1471)         | 初代モンターギュ侯 ジョン・ネヴィル (c.1431–1471)    | 初代モンターギュ侯 ジョン・ネヴィル (c.1431–1471)    |                                                                                      |                                                                                      | イングランド王 エドワード4世 (1442–1483)                                             | イングランド王 エドワード4世 (1442–1483)                                             | イングランド王 エドワード4世 (1442–1483)                                             | イングランド王 エドワード4世 (1442–1483)                                             | イングランド王 エドワード4世 (1442–1483)                    | イングランド王 エドワード4世 (1442–1483)                    |                                                             |                                                             | イングランド王 リチャード3世 (1452–1485)                    | イングランド王 リチャード3世 (1452–1485)                    | イングランド王 リチャード3世 (1452–1485) | イングランド王 リチャード3世 (1452–1485) | イングランド王 リチャード3世 (1452–1485) | イングランド王 リチャード3世 (1452–1485) |  |  |  |  |  |  |  |  |  |  |  |  |  |  |
| イングランド王 ヘンリー6世 (1421–1471)                | イングランド王 ヘンリー6世 (1421–1471)                | イングランド王 ヘンリー6世 (1421–1471)                | イングランド王 ヘンリー6世 (1421–1471)                | イングランド王 ヘンリー6世 (1421–1471)                | イングランド王 ヘンリー6世 (1421–1471)                |  |  | キャサリン・オブ・ヴァロワ ヘンリー5世未亡人 m.(2) オウエン・テューダー | キャサリン・オブ・ヴァロワ ヘンリー5世未亡人 m.(2) オウエン・テューダー | キャサリン・オブ・ヴァロワ ヘンリー5世未亡人 m.(2) オウエン・テューダー | キャサリン・オブ・ヴァロワ ヘンリー5世未亡人 m.(2) オウエン・テューダー | キャサリン・オブ・ヴァロワ ヘンリー5世未亡人 m.(2) オウエン・テューダー | キャサリン・オブ・ヴァロワ ヘンリー5世未亡人 m.(2) オウエン・テューダー |                                                           |                                                           | 初代モンターギュ侯 ジョン・ネヴィル (c.1431–1471)         | 初代モンターギュ侯 ジョン・ネヴィル (c.1431–1471)         | 初代モンターギュ侯 ジョン・ネヴィル (c.1431–1471)         | 初代モンターギュ侯 ジョン・ネヴィル (c.1431–1471)         | 初代モンターギュ侯 ジョン・ネヴィル (c.1431–1471)    | 初代モンターギュ侯 ジョン・ネヴィル (c.1431–1471)    |                                                                                      |                                                                                      | イングランド王 エドワード4世 (1442–1483)                                             | イングランド王 エドワード4世 (1442–1483)                                             | イングランド王 エドワード4世 (1442–1483)                                             | イングランド王 エドワード4世 (1442–1483)                                             | イングランド王 エドワード4世 (1442–1483)                    | イングランド王 エドワード4世 (1442–1483)                    |                                                             |                                                             | イングランド王 リチャード3世 (1452–1485)                    | イングランド王 リチャード3世 (1452–1485)                    | イングランド王 リチャード3世 (1452–1485) | イングランド王 リチャード3世 (1452–1485) | イングランド王 リチャード3世 (1452–1485) | イングランド王 リチャード3世 (1452–1485) |  |  |  |  |  |  |  |  |  |  |  |  |  |  |
|                                                       |                                                       |                                                       |                                                       |                                                       |                                                       |  |  |                                                                         |                                                                         |                                                                         |                                                                         |                                                                         |                                                                         |                                                           |                                                           |                                                           |                                                           |                                                           |                                                           |                                                      |                                                      |                                                                                      |                                                                                      |                                                                                      |                                                                                      |                                                                                      |                                                                                      |                                                             |                                                             |                                                             |                                                             |                                                             |                                                             |                                          |                                          |                                          |                                          |  |  |  |  |  |  |  |  |  |  |  |  |  |  |
|                                                       |                                                       |                                                       |                                                       |                                                       |                                                       |  |  |                                                                         |                                                                         |                                                                         |                                                                         |                                                                         |                                                                         |                                                           |                                                           |                                                           |                                                           |                                                           |                                                           |                                                      |                                                      |                                                                                      |                                                                                      |                                                                                      |                                                                                      |                                                                                      |                                                                                      |                                                             |                                                             |                                                             |                                                             |                                                             |                                                             |                                          |                                          |                                          |                                          |  |  |  |  |  |  |  |  |  |  |  |  |  |  |
|                                                       |                                                       |                                                       |                                                       |                                                       |                                                       |  |  | 1485年ベッドフォード公(4期)                                             | 1485年ベッドフォード公(4期)                                             | 1485年ベッドフォード公(4期)                                             | 1485年ベッドフォード公(4期)                                             | 1485年ベッドフォード公(4期)                                             | 1485年ベッドフォード公(4期)                                             |                                                           |                                                           | 1470年ベッドフォード公(2期)                               | 1470年ベッドフォード公(2期)                               | 1470年ベッドフォード公(2期)                               | 1470年ベッドフォード公(2期)                               | 1470年ベッドフォード公(2期)                          | 1470年ベッドフォード公(2期)                          |                                                                                      |                                                                                      |                                                                                      |                                                                                      |                                                                                      |                                                                                      |                                                             |                                                             |                                                             |                                                             |                                                             |                                                             |                                          |                                          |                                          |                                          |  |  |  |  |  |  |  |  |  |  |  |  |  |  |
| 初代リッチモンド伯 エドマンド・テューダー (1431–1456) | 初代リッチモンド伯 エドマンド・テューダー (1431–1456) | 初代リッチモンド伯 エドマンド・テューダー (1431–1456) | 初代リッチモンド伯 エドマンド・テューダー (1431–1456) | 初代リッチモンド伯 エドマンド・テューダー (1431–1456) | 初代リッチモンド伯 エドマンド・テューダー (1431–1456) |  |  | 1485年ベッドフォード公(4期)                                             | 1485年ベッドフォード公(4期)                                             | 1485年ベッドフォード公(4期)                                             | 1485年ベッドフォード公(4期)                                             | 1485年ベッドフォード公(4期)                                             | 1485年ベッドフォード公(4期)                                             | 初代ベッドフォード公 ジャスパー・テューダー (c.1431–1495) | 初代ベッドフォード公 ジャスパー・テューダー (c.1431–1495) | 初代ベッドフォード公 ジャスパー・テューダー (c.1431–1495) | 初代ベッドフォード公 ジャスパー・テューダー (c.1431–1495) | 初代ベッドフォード公 ジャスパー・テューダー (c.1431–1495) | 初代ベッドフォード公 ジャスパー・テューダー (c.1431–1495) | 1470年ベッドフォード公(2期)                          | 1470年ベッドフォード公(2期)                          |                                                                                      |                                                                                      | 初代ベッドフォード公 ジョージ・ネヴィル (c.1457–1483)                                | 初代ベッドフォード公 ジョージ・ネヴィル (c.1457–1483)                                | 初代ベッドフォード公 ジョージ・ネヴィル (c.1457–1483)                                | 初代ベッドフォード公 ジョージ・ネヴィル (c.1457–1483)                                | 初代ベッドフォード公 ジョージ・ネヴィル (c.1457–1483)       | 初代ベッドフォード公 ジョージ・ネヴィル (c.1457–1483)       |                                                             |                                                             |                                                             |                                                             |                                          |                                          |                                          |                                          |  |  |  |  |  |  |  |  |  |  |  |  |  |  |
| 初代リッチモンド伯 エドマンド・テューダー (1431–1456) | 初代リッチモンド伯 エドマンド・テューダー (1431–1456) | 初代リッチモンド伯 エドマンド・テューダー (1431–1456) | 初代リッチモンド伯 エドマンド・テューダー (1431–1456) | 初代リッチモンド伯 エドマンド・テューダー (1431–1456) | 初代リッチモンド伯 エドマンド・テューダー (1431–1456) |  |  |                                                                         |                                                                         |                                                                         |                                                                         |                                                                         |                                                                         | 初代ベッドフォード公 ジャスパー・テューダー (c.1431–1495) | 初代ベッドフォード公 ジャスパー・テューダー (c.1431–1495) | 初代ベッドフォード公 ジャスパー・テューダー (c.1431–1495) | 初代ベッドフォード公 ジャスパー・テューダー (c.1431–1495) | 初代ベッドフォード公 ジャスパー・テューダー (c.1431–1495) | 初代ベッドフォード公 ジャスパー・テューダー (c.1431–1495) |                                                      |                                                      |                                                                                      |                                                                                      | 初代ベッドフォード公 ジョージ・ネヴィル (c.1457–1483)                                | 初代ベッドフォード公 ジョージ・ネヴィル (c.1457–1483)                                | 初代ベッドフォード公 ジョージ・ネヴィル (c.1457–1483)                                | 初代ベッドフォード公 ジョージ・ネヴィル (c.1457–1483)                                | 初代ベッドフォード公 ジョージ・ネヴィル (c.1457–1483)       | 初代ベッドフォード公 ジョージ・ネヴィル (c.1457–1483)       |                                                             |                                                             |                                                             |                                                             |                                          |                                          |                                          |                                          |  |  |  |  |  |  |  |  |  |  |  |  |  |  |
|                                                       |                                                       |                                                       |                                                       |                                                       |                                                       |  |  |                                                                         |                                                                         |                                                                         |                                                                         |                                                                         |                                                                         |                                                           |                                                           |                                                           |                                                           |                                                           |                                                           |                                                      |                                                      |                                                                                      |                                                                                      |                                                                                      |                                                                                      |                                                                                      |                                                                                      |                                                             |                                                             |                                                             |                                                             |                                                             |                                                             |                                          |                                          |                                          |                                          |  |  |  |  |  |  |  |  |  |  |  |  |  |  |
|                                                       |                                                       |                                                       |                                                       |                                                       |                                                       |  |  |                                                                         |                                                                         |                                                                         |                                                                         |                                                                         |                                                                         |                                                           |                                                           |                                                           |                                                           |                                                           |                                                           |                                                      |                                                      |                                                                                      |                                                                                      |                                                                                      |                                                                                      |                                                                                      |                                                                                      | 1478年ベッドフォード公(3期)                                 |                                                             |                                                             |                                                             |                                                             |                                                             |                                          |                                          |                                          |                                          |  |  |  |  |  |  |  |  |  |  |  |  |  |  |
| イングランド王 ヘンリー7世 (1457–1509)                | イングランド王 ヘンリー7世 (1457–1509)                | イングランド王 ヘンリー7世 (1457–1509)                | イングランド王 ヘンリー7世 (1457–1509)                | イングランド王 ヘンリー7世 (1457–1509)                | イングランド王 ヘンリー7世 (1457–1509)                |  |  |                                                                         |                                                                         |                                                                         |                                                                         |                                                                         |                                                                         |                                                           |                                                           |                                                           |                                                           |                                                           |                                                           | エリザベス・オブ・ヨーク (1466–1503)                 | エリザベス・オブ・ヨーク (1466–1503)                 | エリザベス・オブ・ヨーク (1466–1503)                                                 | エリザベス・オブ・ヨーク (1466–1503)                                                 | エリザベス・オブ・ヨーク (1466–1503)                                                 | エリザベス・オブ・ヨーク (1466–1503)                                                 |                                                                                      |                                                                                      | 初代ベッドフォード公 ジョージ・プランタジネット (1477–1479) | 初代ベッドフォード公 ジョージ・プランタジネット (1477–1479) | 初代ベッドフォード公 ジョージ・プランタジネット (1477–1479) | 初代ベッドフォード公 ジョージ・プランタジネット (1477–1479) | 初代ベッドフォード公 ジョージ・プランタジネット (1477–1479) | 初代ベッドフォード公 ジョージ・プランタジネット (1477–1479) |                                          |                                          |                                          |                                          |  |  |  |  |  |  |  |  |  |  |  |  |  |  |
| イングランド王 ヘンリー7世 (1457–1509)                | イングランド王 ヘンリー7世 (1457–1509)                | イングランド王 ヘンリー7世 (1457–1509)                | イングランド王 ヘンリー7世 (1457–1509)                | イングランド王 ヘンリー7世 (1457–1509)                | イングランド王 ヘンリー7世 (1457–1509)                |  |  |                                                                         |                                                                         |                                                                         |                                                                         |                                                                         |                                                                         |                                                           |                                                           |                                                           |                                                           |                                                           |                                                           | エリザベス・オブ・ヨーク (1466–1503)                 | エリザベス・オブ・ヨーク (1466–1503)                 | エリザベス・オブ・ヨーク (1466–1503)                                                 | エリザベス・オブ・ヨーク (1466–1503)                                                 | エリザベス・オブ・ヨーク (1466–1503)                                                 | エリザベス・オブ・ヨーク (1466–1503)                                                 |                                                                                      |                                                                                      | 初代ベッドフォード公 ジョージ・プランタジネット (1477–1479) | 初代ベッドフォード公 ジョージ・プランタジネット (1477–1479) | 初代ベッドフォード公 ジョージ・プランタジネット (1477–1479) | 初代ベッドフォード公 ジョージ・プランタジネット (1477–1479) | 初代ベッドフォード公 ジョージ・プランタジネット (1477–1479) | 初代ベッドフォード公 ジョージ・プランタジネット (1477–1479) |                                          |                                          |                                          |                                          |  |  |  |  |  |  |  |  |  |  |  |  |  |  |

| | | | | | | | | | | | | 1551年ベッドフォード伯                                                                                    | |                                                                                                  |                                                                                                  |                                                                                                  |                                                                                                  |                                                         |                                                         |                                                         |                                                         |                                                 |                                                 |                                                                                  |                                                                                  |                                                                                  |                                                                                  |                                                                                  |                                                                                  |  |  |  |  |  |  |  |  |  |  |  |  |  |  |  |  |  |  |  |  |  |  |  |  |
| | | | | | | | | | | | | 初代ベッドフォード伯 ジョン・ラッセル (c.1485–1555)                                                       | |                                                                                                  |                                                                                                  |                                                                                                  |                                                                                                  |                                                         |                                                         |                                                         |                                                         |                                                 |                                                 |                                                                                  |                                                                                  |                                                                                  |                                                                                  |                                                                                  |                                                                                  |  |  |  |  |  |  |  |  |  |  |  |  |  |  |  |  |  |  |  |  |  |  |  |  |
| | | | | | | | | | | | | | |                                                                                                  |                                                                                                  |                                                                                                  |                                                                                                  |                                                         |                                                         |                                                         |                                                         |                                                 |                                                 |                                                                                  |                                                                                  |                                                                                  |                                                                                  |                                                                                  |                                                                                  |  |  |  |  |  |  |  |  |  |  |  |  |  |  |  |  |  |  |  |  |  |  |  |  |
| | | | | | | | | | | | | 2代ベッドフォード伯 フランシス・ラッセル (1527–1585)                                                      | |                                                                                                  |                                                                                                  |                                                                                                  |                                                                                                  |                                                         |                                                         |                                                         |                                                         |                                                 |                                                 |                                                                                  |                                                                                  |                                                                                  |                                                                                  |                                                                                  |                                                                                  |  |  |  |  |  |  |  |  |  |  |  |  |  |  |  |  |  |  |  |  |  |  |  |  |
| | | | | | | | | | | | | | |                                                                                                  |                                                                                                  |                                                                                                  |                                                                                                  |                                                         |                                                         |                                                         |                                                         |                                                 |                                                 |                                                                                  |                                                                                  |                                                                                  |                                                                                  |                                                                                  |                                                                                  |  |  |  |  |  |  |  |  |  |  |  |  |  |  |  |  |  |  |  |  |  |  |  |  |
| | | | | | | | | | | | | | |                                                                                                  |                                                                                                  |                                                                                                  |                                                                                                  |                                                         |                                                         |                                                         |                                                         |                                                 |                                                 |                                                                                  |                                                                                  |                                                                                  |                                                                                  |                                                                                  |                                                                                  |  |  |  |  |  |  |  |  |  |  |  |  |  |  |  |  |  |  |  |  |  |  |  |  |
| | | | | | | | | | | | | | |                                                                                                  |                                                                                                  |                                                                                                  |                                                                                                  |                                                         |                                                         |                                                         |                                                         |                                                 |                                                 | 1603年ソーンホーのラッセル男爵                                                   |                                                                                  |                                                                                  |                                                                                  |                                                                                  |                                                                                  |  |  |  |  |  |  |  |  |  |  |  |  |  |  |  |  |  |  |  |  |  |  |  |  |
| ラッセル卿(儀礼称号) エドワード・ラッセル (1551–1572)                                                  | ラッセル卿(儀礼称号) エドワード・ラッセル (1551–1572)                                                  | ラッセル卿(儀礼称号) エドワード・ラッセル (1551–1572)                                                  | ラッセル卿(儀礼称号) エドワード・ラッセル (1551–1572)                                                  | ラッセル卿(儀礼称号) エドワード・ラッセル (1551–1572)                                                    | ラッセル卿(儀礼称号) エドワード・ラッセル (1551–1572)                                                    | | | ラッセル卿(儀礼称号) ジョン・ラッセル (c.1553–1584)                                                           | ラッセル卿(儀礼称号) ジョン・ラッセル (c.1553–1584)                                                       | ラッセル卿(儀礼称号) ジョン・ラッセル (c.1553–1584)                                                       | ラッセル卿(儀礼称号) ジョン・ラッセル (c.1553–1584)                                                       | ラッセル卿(儀礼称号) ジョン・ラッセル (c.1553–1584)                                                       | ラッセル卿(儀礼称号) ジョン・ラッセル (c.1553–1584)                                                       |                                                                                                  |                                                                                                  | ラッセル卿(儀礼称号) フランシス・ラッセル (c.1554–1585)                                          | ラッセル卿(儀礼称号) フランシス・ラッセル (c.1554–1585)                                          | ラッセル卿(儀礼称号) フランシス・ラッセル (c.1554–1585) | ラッセル卿(儀礼称号) フランシス・ラッセル (c.1554–1585) | ラッセル卿(儀礼称号) フランシス・ラッセル (c.1554–1585) | ラッセル卿(儀礼称号) フランシス・ラッセル (c.1554–1585) |                                                 |                                                 | ソーンホーの初代ラッセル男爵 ウィリアム・ラッセル (c.1558–1613)                  | ソーンホーの初代ラッセル男爵 ウィリアム・ラッセル (c.1558–1613)                  | ソーンホーの初代ラッセル男爵 ウィリアム・ラッセル (c.1558–1613)                  | ソーンホーの初代ラッセル男爵 ウィリアム・ラッセル (c.1558–1613)                  | ソーンホーの初代ラッセル男爵 ウィリアム・ラッセル (c.1558–1613)                  | ソーンホーの初代ラッセル男爵 ウィリアム・ラッセル (c.1558–1613)                  |  |  |  |  |  |  |  |  |  |  |  |  |  |  |  |  |  |  |  |  |  |  |  |  |
| ラッセル卿(儀礼称号) エドワード・ラッセル (1551–1572)                                                  | ラッセル卿(儀礼称号) エドワード・ラッセル (1551–1572)                                                  | ラッセル卿(儀礼称号) エドワード・ラッセル (1551–1572)                                                  | ラッセル卿(儀礼称号) エドワード・ラッセル (1551–1572)                                                  | ラッセル卿(儀礼称号) エドワード・ラッセル (1551–1572)                                                    | ラッセル卿(儀礼称号) エドワード・ラッセル (1551–1572)                                                    | | | ラッセル卿(儀礼称号) ジョン・ラッセル (c.1553–1584)                                                           | ラッセル卿(儀礼称号) ジョン・ラッセル (c.1553–1584)                                                       | ラッセル卿(儀礼称号) ジョン・ラッセル (c.1553–1584)                                                       | ラッセル卿(儀礼称号) ジョン・ラッセル (c.1553–1584)                                                       | ラッセル卿(儀礼称号) ジョン・ラッセル (c.1553–1584)                                                       | ラッセル卿(儀礼称号) ジョン・ラッセル (c.1553–1584)                                                       |                                                                                                  |                                                                                                  | ラッセル卿(儀礼称号) フランシス・ラッセル (c.1554–1585)                                          | ラッセル卿(儀礼称号) フランシス・ラッセル (c.1554–1585)                                          | ラッセル卿(儀礼称号) フランシス・ラッセル (c.1554–1585) | ラッセル卿(儀礼称号) フランシス・ラッセル (c.1554–1585) | ラッセル卿(儀礼称号) フランシス・ラッセル (c.1554–1585) | ラッセル卿(儀礼称号) フランシス・ラッセル (c.1554–1585) |                                                 |                                                 | ソーンホーの初代ラッセル男爵 ウィリアム・ラッセル (c.1558–1613)                  | ソーンホーの初代ラッセル男爵 ウィリアム・ラッセル (c.1558–1613)                  | ソーンホーの初代ラッセル男爵 ウィリアム・ラッセル (c.1558–1613)                  | ソーンホーの初代ラッセル男爵 ウィリアム・ラッセル (c.1558–1613)                  | ソーンホーの初代ラッセル男爵 ウィリアム・ラッセル (c.1558–1613)                  | ソーンホーの初代ラッセル男爵 ウィリアム・ラッセル (c.1558–1613)                  |  |  |  |  |  |  |  |  |  |  |  |  |  |  |  |  |  |  |  |  |  |  |  |  |
| | | | | | | | | | | | | | |                                                                                                  |                                                                                                  | 3代ベッドフォード伯 エドワード・ラッセル (1572–1627)                                             | 3代ベッドフォード伯 エドワード・ラッセル (1572–1627)                                             | 3代ベッドフォード伯 エドワード・ラッセル (1572–1627)    | 3代ベッドフォード伯 エドワード・ラッセル (1572–1627)    | 3代ベッドフォード伯 エドワード・ラッセル (1572–1627)    | 3代ベッドフォード伯 エドワード・ラッセル (1572–1627)    |                                                 |                                                 | 4代ベッドフォード伯 ソーンホーの2代ラッセル男爵 フランシス・ラッセル (1593–1641) | 4代ベッドフォード伯 ソーンホーの2代ラッセル男爵 フランシス・ラッセル (1593–1641) | 4代ベッドフォード伯 ソーンホーの2代ラッセル男爵 フランシス・ラッセル (1593–1641) | 4代ベッドフォード伯 ソーンホーの2代ラッセル男爵 フランシス・ラッセル (1593–1641) | 4代ベッドフォード伯 ソーンホーの2代ラッセル男爵 フランシス・ラッセル (1593–1641) | 4代ベッドフォード伯 ソーンホーの2代ラッセル男爵 フランシス・ラッセル (1593–1641) |  |  |  |  |  |  |  |  |  |  |  |  |  |  |  |  |  |  |  |  |  |  |  |  |
| | | | | | | | | | | | | | |                                                                                                  |                                                                                                  | 3代ベッドフォード伯 エドワード・ラッセル (1572–1627)                                             | 3代ベッドフォード伯 エドワード・ラッセル (1572–1627)                                             | 3代ベッドフォード伯 エドワード・ラッセル (1572–1627)    | 3代ベッドフォード伯 エドワード・ラッセル (1572–1627)    | 3代ベッドフォード伯 エドワード・ラッセル (1572–1627)    | 3代ベッドフォード伯 エドワード・ラッセル (1572–1627)    |                                                 |                                                 | 4代ベッドフォード伯 ソーンホーの2代ラッセル男爵 フランシス・ラッセル (1593–1641) | 4代ベッドフォード伯 ソーンホーの2代ラッセル男爵 フランシス・ラッセル (1593–1641) | 4代ベッドフォード伯 ソーンホーの2代ラッセル男爵 フランシス・ラッセル (1593–1641) | 4代ベッドフォード伯 ソーンホーの2代ラッセル男爵 フランシス・ラッセル (1593–1641) | 4代ベッドフォード伯 ソーンホーの2代ラッセル男爵 フランシス・ラッセル (1593–1641) | 4代ベッドフォード伯 ソーンホーの2代ラッセル男爵 フランシス・ラッセル (1593–1641) |  |  |  |  |  |  |  |  |  |  |  |  |  |  |  |  |  |  |  |  |  |  |  |  |
| | | | | | | | | | | | | | |                                                                                                  |                                                                                                  |                                                                                                  |                                                                                                  |                                                         |                                                         |                                                         |                                                         |                                                 |                                                 |                                                                                  |                                                                                  |                                                                                  |                                                                                  |                                                                                  |                                                                                  |  |  |  |  |  |  |  |  |  |  |  |  |  |  |  |  |  |  |  |  |  |  |  |  |
| | | | | | | | | 1694年ベッドフォード公                                                                                        | | | | | |                                                                                                  |                                                                                                  |                                                                                                  |                                                                                                  |                                                         |                                                         |                                                         |                                                         |                                                 |                                                 |                                                                                  |                                                                                  |                                                                                  |                                                                                  |                                                                                  |                                                                                  |  |  |  |  |  |  |  |  |  |  |  |  |  |  |  |  |  |  |  |  |  |  |  |  |
| | | | | | | | | 初代ベッドフォード公 5代ベッドフォード伯 ソーンホーの3代ラッセル男爵 ウィリアム・ラッセル (1616–1700)         | 初代ベッドフォード公 5代ベッドフォード伯 ソーンホーの3代ラッセル男爵 ウィリアム・ラッセル (1616–1700)     | 初代ベッドフォード公 5代ベッドフォード伯 ソーンホーの3代ラッセル男爵 ウィリアム・ラッセル (1616–1700)     | 初代ベッドフォード公 5代ベッドフォード伯 ソーンホーの3代ラッセル男爵 ウィリアム・ラッセル (1616–1700)     | 初代ベッドフォード公 5代ベッドフォード伯 ソーンホーの3代ラッセル男爵 ウィリアム・ラッセル (1616–1700)     | 初代ベッドフォード公 5代ベッドフォード伯 ソーンホーの3代ラッセル男爵 ウィリアム・ラッセル (1616–1700)     |                                                                                                  |                                                                                                  |                                                                                                  |                                                                                                  |                                                         |                                                         |                                                         |                                                         |                                                 |                                                 | エドワード・ラッセル (1626–1665)                                                 | エドワード・ラッセル (1626–1665)                                                 | エドワード・ラッセル (1626–1665)                                                 | エドワード・ラッセル (1626–1665)                                                 | エドワード・ラッセル (1626–1665)                                                 | エドワード・ラッセル (1626–1665)                                                 |  |  |  |  |  |  |  |  |  |  |  |  |  |  |  |  |  |  |  |  |  |  |  |  |
| | | | | | | | | 初代ベッドフォード公 5代ベッドフォード伯 ソーンホーの3代ラッセル男爵 ウィリアム・ラッセル (1616–1700)         | 初代ベッドフォード公 5代ベッドフォード伯 ソーンホーの3代ラッセル男爵 ウィリアム・ラッセル (1616–1700)     | 初代ベッドフォード公 5代ベッドフォード伯 ソーンホーの3代ラッセル男爵 ウィリアム・ラッセル (1616–1700)     | 初代ベッドフォード公 5代ベッドフォード伯 ソーンホーの3代ラッセル男爵 ウィリアム・ラッセル (1616–1700)     | 初代ベッドフォード公 5代ベッドフォード伯 ソーンホーの3代ラッセル男爵 ウィリアム・ラッセル (1616–1700)     | 初代ベッドフォード公 5代ベッドフォード伯 ソーンホーの3代ラッセル男爵 ウィリアム・ラッセル (1616–1700)     |                                                                                                  |                                                                                                  |                                                                                                  |                                                                                                  |                                                         |                                                         |                                                         |                                                         |                                                 |                                                 | エドワード・ラッセル (1626–1665)                                                 | エドワード・ラッセル (1626–1665)                                                 | エドワード・ラッセル (1626–1665)                                                 | エドワード・ラッセル (1626–1665)                                                 | エドワード・ラッセル (1626–1665)                                                 | エドワード・ラッセル (1626–1665)                                                 |  |  |  |  |  |  |  |  |  |  |  |  |  |  |  |  |  |  |  |  |  |  |  |  |
| | | | | | | | | | | | | | |                                                                                                  |                                                                                                  |                                                                                                  |                                                                                                  |                                                         |                                                         |                                                         |                                                         |                                                 |                                                 |                                                                                  |                                                                                  |                                                                                  |                                                                                  |                                                                                  |                                                                                  |  |  |  |  |  |  |  |  |  |  |  |  |  |  |  |  |  |  |  |  |  |  |  |  |
| | | | | | | | | | | | | | |                                                                                                  |                                                                                                  |                                                                                                  |                                                                                                  |                                                         |                                                         |                                                         |                                                         |                                                 |                                                 | 1697年オーフォード伯爵                                                           |                                                                                  |                                                                                  |                                                                                  |                                                                                  |                                                                                  |  |  |  |  |  |  |  |  |  |  |  |  |  |  |  |  |  |  |  |  |  |  |  |  |
| ラッセル卿(儀礼称号) フランシス・ラッセル (1638–1679)                                                  | ラッセル卿(儀礼称号) フランシス・ラッセル (1638–1679)                                                  | ラッセル卿(儀礼称号) フランシス・ラッセル (1638–1679)                                                  | ラッセル卿(儀礼称号) フランシス・ラッセル (1638–1679)                                                  | ラッセル卿(儀礼称号) フランシス・ラッセル (1638–1679)                                                    | ラッセル卿(儀礼称号) フランシス・ラッセル (1638–1679)                                                    | | | ラッセル卿(儀礼称号) ウィリアム・ラッセル (1639–1683) 大逆罪で処刑・私権剥奪                                  | ラッセル卿(儀礼称号) ウィリアム・ラッセル (1639–1683) 大逆罪で処刑・私権剥奪                              | ラッセル卿(儀礼称号) ウィリアム・ラッセル (1639–1683) 大逆罪で処刑・私権剥奪                              | ラッセル卿(儀礼称号) ウィリアム・ラッセル (1639–1683) 大逆罪で処刑・私権剥奪                              | ラッセル卿(儀礼称号) ウィリアム・ラッセル (1639–1683) 大逆罪で処刑・私権剥奪                              | ラッセル卿(儀礼称号) ウィリアム・ラッセル (1639–1683) 大逆罪で処刑・私権剥奪                              |                                                                                                  |                                                                                                  | マーガレット・ラッセル (1656–1702)                                                               | マーガレット・ラッセル (1656–1702)                                                               | マーガレット・ラッセル (1656–1702)                      | マーガレット・ラッセル (1656–1702)                      | マーガレット・ラッセル (1656–1702)                      | マーガレット・ラッセル (1656–1702)                      |                                                 |                                                 | 初代オーフォード伯 エドワード・ラッセル (1652–1727)                              | 初代オーフォード伯 エドワード・ラッセル (1652–1727)                              | 初代オーフォード伯 エドワード・ラッセル (1652–1727)                              | 初代オーフォード伯 エドワード・ラッセル (1652–1727)                              | 初代オーフォード伯 エドワード・ラッセル (1652–1727)                              | 初代オーフォード伯 エドワード・ラッセル (1652–1727)                              |  |  |  |  |  |  |  |  |  |  |  |  |  |  |  |  |  |  |  |  |  |  |  |  |
| ラッセル卿(儀礼称号) フランシス・ラッセル (1638–1679)                                                  | ラッセル卿(儀礼称号) フランシス・ラッセル (1638–1679)                                                  | ラッセル卿(儀礼称号) フランシス・ラッセル (1638–1679)                                                  | ラッセル卿(儀礼称号) フランシス・ラッセル (1638–1679)                                                  | ラッセル卿(儀礼称号) フランシス・ラッセル (1638–1679)                                                    | ラッセル卿(儀礼称号) フランシス・ラッセル (1638–1679)                                                    | | | ラッセル卿(儀礼称号) ウィリアム・ラッセル (1639–1683) 大逆罪で処刑・私権剥奪                                  | ラッセル卿(儀礼称号) ウィリアム・ラッセル (1639–1683) 大逆罪で処刑・私権剥奪                              | ラッセル卿(儀礼称号) ウィリアム・ラッセル (1639–1683) 大逆罪で処刑・私権剥奪                              | ラッセル卿(儀礼称号) ウィリアム・ラッセル (1639–1683) 大逆罪で処刑・私権剥奪                              | ラッセル卿(儀礼称号) ウィリアム・ラッセル (1639–1683) 大逆罪で処刑・私権剥奪                              | ラッセル卿(儀礼称号) ウィリアム・ラッセル (1639–1683) 大逆罪で処刑・私権剥奪                              |                                                                                                  |                                                                                                  | マーガレット・ラッセル (1656–1702)                                                               | マーガレット・ラッセル (1656–1702)                                                               | マーガレット・ラッセル (1656–1702)                      | マーガレット・ラッセル (1656–1702)                      | マーガレット・ラッセル (1656–1702)                      | マーガレット・ラッセル (1656–1702)                      |                                                 |                                                 | 初代オーフォード伯 エドワード・ラッセル (1652–1727)                              | 初代オーフォード伯 エドワード・ラッセル (1652–1727)                              | 初代オーフォード伯 エドワード・ラッセル (1652–1727)                              | 初代オーフォード伯 エドワード・ラッセル (1652–1727)                              | 初代オーフォード伯 エドワード・ラッセル (1652–1727)                              | 初代オーフォード伯 エドワード・ラッセル (1652–1727)                              |  |  |  |  |  |  |  |  |  |  |  |  |  |  |  |  |  |  |  |  |  |  |  |  |
| | | | | | | | | | | | | | |                                                                                                  |                                                                                                  |                                                                                                  |                                                                                                  |                                                         |                                                         |                                                         |                                                         |                                                 |                                                 |                                                                                  |                                                                                  |                                                                                  |                                                                                  |                                                                                  |                                                                                  |  |  |  |  |  |  |  |  |  |  |  |  |  |  |  |  |  |  |  |  |  |  |  |  |
| | | | | | | | | 2代ベッドフォード公 6代ベッドフォード伯 ソーンホーの4代ラッセル男爵 ライオセスリー・ラッセル (1680–1711)      | | | | | |                                                                                                  |                                                                                                  |                                                                                                  |                                                                                                  |                                                         |                                                         |                                                         |                                                         |                                                 |                                                 |                                                                                  |                                                                                  |                                                                                  |                                                                                  |                                                                                  |                                                                                  |  |  |  |  |  |  |  |  |  |  |  |  |  |  |  |  |  |  |  |  |  |  |  |  |
| | | | | | | | | | | | | | |                                                                                                  |                                                                                                  |                                                                                                  |                                                                                                  |                                                         |                                                         |                                                         |                                                         |                                                 |                                                 |                                                                                  |                                                                                  |                                                                                  |                                                                                  |                                                                                  |                                                                                  |  |  |  |  |  |  |  |  |  |  |  |  |  |  |  |  |  |  |  |  |  |  |  |  |
| | | | | | | | | | | | | | |                                                                                                  |                                                                                                  |                                                                                                  |                                                                                                  |                                                         |                                                         |                                                         |                                                         |                                                 |                                                 |                                                                                  |                                                                                  |                                                                                  |                                                                                  |                                                                                  |                                                                                  |  |  |  |  |  |  |  |  |  |  |  |  |  |  |  |  |  |  |  |  |  |  |  |  |
| | | | | 3代ベッドフォード公 7代ベッドフォード伯 ソーンホーの5代ラッセル男爵 ライオセスリー・ラッセル (1708–1732) | 3代ベッドフォード公 7代ベッドフォード伯 ソーンホーの5代ラッセル男爵 ライオセスリー・ラッセル (1708–1732) | 3代ベッドフォード公 7代ベッドフォード伯 ソーンホーの5代ラッセル男爵 ライオセスリー・ラッセル (1708–1732) | 3代ベッドフォード公 7代ベッドフォード伯 ソーンホーの5代ラッセル男爵 ライオセスリー・ラッセル (1708–1732) | 3代ベッドフォード公 7代ベッドフォード伯 ソーンホーの5代ラッセル男爵 ライオセスリー・ラッセル (1708–1732)      | 3代ベッドフォード公 7代ベッドフォード伯 ソーンホーの5代ラッセル男爵 ライオセスリー・ラッセル (1708–1732)  | | | 4代ベッドフォード公 8代ベッドフォード伯 ソーンホーの6代ラッセル男爵 ジョン・ラッセル (1710–1771)          | 4代ベッドフォード公 8代ベッドフォード伯 ソーンホーの6代ラッセル男爵 ジョン・ラッセル (1710–1771)          | 4代ベッドフォード公 8代ベッドフォード伯 ソーンホーの6代ラッセル男爵 ジョン・ラッセル (1710–1771) | 4代ベッドフォード公 8代ベッドフォード伯 ソーンホーの6代ラッセル男爵 ジョン・ラッセル (1710–1771) | 4代ベッドフォード公 8代ベッドフォード伯 ソーンホーの6代ラッセル男爵 ジョン・ラッセル (1710–1771) | 4代ベッドフォード公 8代ベッドフォード伯 ソーンホーの6代ラッセル男爵 ジョン・ラッセル (1710–1771) |                                                         |                                                         |                                                         |                                                         |                                                 |                                                 |                                                                                  |                                                                                  |                                                                                  |                                                                                  |                                                                                  |                                                                                  |  |  |  |  |  |  |  |  |  |  |  |  |  |  |  |  |  |  |  |  |  |  |  |  |
| | | | | 3代ベッドフォード公 7代ベッドフォード伯 ソーンホーの5代ラッセル男爵 ライオセスリー・ラッセル (1708–1732) | 3代ベッドフォード公 7代ベッドフォード伯 ソーンホーの5代ラッセル男爵 ライオセスリー・ラッセル (1708–1732) | 3代ベッドフォード公 7代ベッドフォード伯 ソーンホーの5代ラッセル男爵 ライオセスリー・ラッセル (1708–1732) | 3代ベッドフォード公 7代ベッドフォード伯 ソーンホーの5代ラッセル男爵 ライオセスリー・ラッセル (1708–1732) | 3代ベッドフォード公 7代ベッドフォード伯 ソーンホーの5代ラッセル男爵 ライオセスリー・ラッセル (1708–1732)      | 3代ベッドフォード公 7代ベッドフォード伯 ソーンホーの5代ラッセル男爵 ライオセスリー・ラッセル (1708–1732)  | | | 4代ベッドフォード公 8代ベッドフォード伯 ソーンホーの6代ラッセル男爵 ジョン・ラッセル (1710–1771)          | 4代ベッドフォード公 8代ベッドフォード伯 ソーンホーの6代ラッセル男爵 ジョン・ラッセル (1710–1771)          | 4代ベッドフォード公 8代ベッドフォード伯 ソーンホーの6代ラッセル男爵 ジョン・ラッセル (1710–1771) | 4代ベッドフォード公 8代ベッドフォード伯 ソーンホーの6代ラッセル男爵 ジョン・ラッセル (1710–1771) | 4代ベッドフォード公 8代ベッドフォード伯 ソーンホーの6代ラッセル男爵 ジョン・ラッセル (1710–1771) | 4代ベッドフォード公 8代ベッドフォード伯 ソーンホーの6代ラッセル男爵 ジョン・ラッセル (1710–1771) |                                                         |                                                         |                                                         |                                                         |                                                 |                                                 |                                                                                  |                                                                                  |                                                                                  |                                                                                  |                                                                                  |                                                                                  |  |  |  |  |  |  |  |  |  |  |  |  |  |  |  |  |  |  |  |  |  |  |  |  |
| | | | | | | | | | | | | タヴィストック侯(儀礼称号) フランシス・ラッセル (1739–1767)                                               | |                                                                                                  |                                                                                                  |                                                                                                  |                                                                                                  |                                                         |                                                         |                                                         |                                                         |                                                 |                                                 |                                                                                  |                                                                                  |                                                                                  |                                                                                  |                                                                                  |                                                                                  |  |  |  |  |  |  |  |  |  |  |  |  |  |  |  |  |  |  |  |  |  |  |  |  |
| | | | | | | | | | | | | | |                                                                                                  |                                                                                                  |                                                                                                  |                                                                                                  |                                                         |                                                         |                                                         |                                                         |                                                 |                                                 |                                                                                  |                                                                                  |                                                                                  |                                                                                  |                                                                                  |                                                                                  |  |  |  |  |  |  |  |  |  |  |  |  |  |  |  |  |  |  |  |  |  |  |  |  |
| | | | | | | | | | | | | | |                                                                                                  |                                                                                                  |                                                                                                  |                                                                                                  |                                                         |                                                         |                                                         |                                                         |                                                 |                                                 |                                                                                  |                                                                                  |                                                                                  |                                                                                  |                                                                                  |                                                                                  |  |  |  |  |  |  |  |  |  |  |  |  |  |  |  |  |  |  |  |  |  |  |  |  |
| 5代ベッドフォード公 9代ベッドフォード伯 ソーンホーの7代ラッセル男爵 フランシス・ラッセル (1765–1802)   | 5代ベッドフォード公 9代ベッドフォード伯 ソーンホーの7代ラッセル男爵 フランシス・ラッセル (1765–1802)   | 5代ベッドフォード公 9代ベッドフォード伯 ソーンホーの7代ラッセル男爵 フランシス・ラッセル (1765–1802)   | 5代ベッドフォード公 9代ベッドフォード伯 ソーンホーの7代ラッセル男爵 フランシス・ラッセル (1765–1802)   | 5代ベッドフォード公 9代ベッドフォード伯 ソーンホーの7代ラッセル男爵 フランシス・ラッセル (1765–1802)     | 5代ベッドフォード公 9代ベッドフォード伯 ソーンホーの7代ラッセル男爵 フランシス・ラッセル (1765–1802)     | | | 6代ベッドフォード公 10代ベッドフォード伯 ソーンホーの8代ラッセル男爵 ジョン・ラッセル (1766–1839)             | 6代ベッドフォード公 10代ベッドフォード伯 ソーンホーの8代ラッセル男爵 ジョン・ラッセル (1766–1839)         | 6代ベッドフォード公 10代ベッドフォード伯 ソーンホーの8代ラッセル男爵 ジョン・ラッセル (1766–1839)         | 6代ベッドフォード公 10代ベッドフォード伯 ソーンホーの8代ラッセル男爵 ジョン・ラッセル (1766–1839)         | 6代ベッドフォード公 10代ベッドフォード伯 ソーンホーの8代ラッセル男爵 ジョン・ラッセル (1766–1839)         | 6代ベッドフォード公 10代ベッドフォード伯 ソーンホーの8代ラッセル男爵 ジョン・ラッセル (1766–1839)         |                                                                                                  |                                                                                                  | ウィリアム・ラッセル卿 (1767–1840) 殺害される                                                    | ウィリアム・ラッセル卿 (1767–1840) 殺害される                                                    | ウィリアム・ラッセル卿 (1767–1840) 殺害される           | ウィリアム・ラッセル卿 (1767–1840) 殺害される           | ウィリアム・ラッセル卿 (1767–1840) 殺害される           | ウィリアム・ラッセル卿 (1767–1840) 殺害される           |                                                 |                                                 |                                                                                  |                                                                                  |                                                                                  |                                                                                  |                                                                                  |                                                                                  |  |  |  |  |  |  |  |  |  |  |  |  |  |  |  |  |  |  |  |  |  |  |  |  |
| 5代ベッドフォード公 9代ベッドフォード伯 ソーンホーの7代ラッセル男爵 フランシス・ラッセル (1765–1802)   | 5代ベッドフォード公 9代ベッドフォード伯 ソーンホーの7代ラッセル男爵 フランシス・ラッセル (1765–1802)   | 5代ベッドフォード公 9代ベッドフォード伯 ソーンホーの7代ラッセル男爵 フランシス・ラッセル (1765–1802)   | 5代ベッドフォード公 9代ベッドフォード伯 ソーンホーの7代ラッセル男爵 フランシス・ラッセル (1765–1802)   | 5代ベッドフォード公 9代ベッドフォード伯 ソーンホーの7代ラッセル男爵 フランシス・ラッセル (1765–1802)     | 5代ベッドフォード公 9代ベッドフォード伯 ソーンホーの7代ラッセル男爵 フランシス・ラッセル (1765–1802)     | | | 6代ベッドフォード公 10代ベッドフォード伯 ソーンホーの8代ラッセル男爵 ジョン・ラッセル (1766–1839)             | 6代ベッドフォード公 10代ベッドフォード伯 ソーンホーの8代ラッセル男爵 ジョン・ラッセル (1766–1839)         | 6代ベッドフォード公 10代ベッドフォード伯 ソーンホーの8代ラッセル男爵 ジョン・ラッセル (1766–1839)         | 6代ベッドフォード公 10代ベッドフォード伯 ソーンホーの8代ラッセル男爵 ジョン・ラッセル (1766–1839)         | 6代ベッドフォード公 10代ベッドフォード伯 ソーンホーの8代ラッセル男爵 ジョン・ラッセル (1766–1839)         | 6代ベッドフォード公 10代ベッドフォード伯 ソーンホーの8代ラッセル男爵 ジョン・ラッセル (1766–1839)         |                                                                                                  |                                                                                                  | ウィリアム・ラッセル卿 (1767–1840) 殺害される                                                    | ウィリアム・ラッセル卿 (1767–1840) 殺害される                                                    | ウィリアム・ラッセル卿 (1767–1840) 殺害される           | ウィリアム・ラッセル卿 (1767–1840) 殺害される           | ウィリアム・ラッセル卿 (1767–1840) 殺害される           | ウィリアム・ラッセル卿 (1767–1840) 殺害される           |                                                 |                                                 |                                                                                  |                                                                                  |                                                                                  |                                                                                  |                                                                                  |                                                                                  |  |  |  |  |  |  |  |  |  |  |  |  |  |  |  |  |  |  |  |  |  |  |  |  |
| | | | | | | | | | | | | | |                                                                                                  |                                                                                                  |                                                                                                  |                                                                                                  |                                                         |                                                         |                                                         |                                                         |                                                 |                                                 |                                                                                  |                                                                                  |                                                                                  |                                                                                  |                                                                                  |                                                                                  |  |  |  |  |  |  |  |  |  |  |  |  |  |  |  |  |  |  |  |  |  |  |  |  |
| | | | | | | | | | | | | | |                                                                                                  |                                                                                                  |                                                                                                  |                                                                                                  |                                                         |                                                         |                                                         |                                                         |                                                 |                                                 | 1861年ラッセル伯                                                                 |                                                                                  |                                                                                  |                                                                                  |                                                                                  |                                                                                  |  |  |  |  |  |  |  |  |  |  |  |  |  |  |  |  |  |  |  |  |  |  |  |  |
| 7代ベッドフォード公 11代ベッドフォード伯 ソーンホーの9代ラッセル男爵 フランシス・ラッセル (1788–1861)  | 7代ベッドフォード公 11代ベッドフォード伯 ソーンホーの9代ラッセル男爵 フランシス・ラッセル (1788–1861)  | 7代ベッドフォード公 11代ベッドフォード伯 ソーンホーの9代ラッセル男爵 フランシス・ラッセル (1788–1861)  | 7代ベッドフォード公 11代ベッドフォード伯 ソーンホーの9代ラッセル男爵 フランシス・ラッセル (1788–1861)  | 7代ベッドフォード公 11代ベッドフォード伯 ソーンホーの9代ラッセル男爵 フランシス・ラッセル (1788–1861)    | 7代ベッドフォード公 11代ベッドフォード伯 ソーンホーの9代ラッセル男爵 フランシス・ラッセル (1788–1861)    | | | | | | | ジョージ・ラッセル卿 (1790–1846)                                                                          | ジョージ・ラッセル卿 (1790–1846)                                                                          | ジョージ・ラッセル卿 (1790–1846)                                                                 | ジョージ・ラッセル卿 (1790–1846)                                                                 | ジョージ・ラッセル卿 (1790–1846)                                                                 | ジョージ・ラッセル卿 (1790–1846)                                                                 |                                                         |                                                         |                                                         |                                                         |                                                 |                                                 | 初代ラッセル伯 ジョン・ラッセル (1792–1878) 首相                                 | 初代ラッセル伯 ジョン・ラッセル (1792–1878) 首相                                 | 初代ラッセル伯 ジョン・ラッセル (1792–1878) 首相                                 | 初代ラッセル伯 ジョン・ラッセル (1792–1878) 首相                                 | 初代ラッセル伯 ジョン・ラッセル (1792–1878) 首相                                 | 初代ラッセル伯 ジョン・ラッセル (1792–1878) 首相                                 |  |  |  |  |  |  |  |  |  |  |  |  |  |  |  |  |  |  |  |  |  |  |  |  |
| 7代ベッドフォード公 11代ベッドフォード伯 ソーンホーの9代ラッセル男爵 フランシス・ラッセル (1788–1861)  | 7代ベッドフォード公 11代ベッドフォード伯 ソーンホーの9代ラッセル男爵 フランシス・ラッセル (1788–1861)  | 7代ベッドフォード公 11代ベッドフォード伯 ソーンホーの9代ラッセル男爵 フランシス・ラッセル (1788–1861)  | 7代ベッドフォード公 11代ベッドフォード伯 ソーンホーの9代ラッセル男爵 フランシス・ラッセル (1788–1861)  | 7代ベッドフォード公 11代ベッドフォード伯 ソーンホーの9代ラッセル男爵 フランシス・ラッセル (1788–1861)    | 7代ベッドフォード公 11代ベッドフォード伯 ソーンホーの9代ラッセル男爵 フランシス・ラッセル (1788–1861)    | | | | | | | ジョージ・ラッセル卿 (1790–1846)                                                                          | ジョージ・ラッセル卿 (1790–1846)                                                                          | ジョージ・ラッセル卿 (1790–1846)                                                                 | ジョージ・ラッセル卿 (1790–1846)                                                                 | ジョージ・ラッセル卿 (1790–1846)                                                                 | ジョージ・ラッセル卿 (1790–1846)                                                                 |                                                         |                                                         |                                                         |                                                         |                                                 |                                                 | 初代ラッセル伯 ジョン・ラッセル (1792–1878) 首相                                 | 初代ラッセル伯 ジョン・ラッセル (1792–1878) 首相                                 | 初代ラッセル伯 ジョン・ラッセル (1792–1878) 首相                                 | 初代ラッセル伯 ジョン・ラッセル (1792–1878) 首相                                 | 初代ラッセル伯 ジョン・ラッセル (1792–1878) 首相                                 | 初代ラッセル伯 ジョン・ラッセル (1792–1878) 首相                                 |  |  |  |  |  |  |  |  |  |  |  |  |  |  |  |  |  |  |  |  |  |  |  |  |
| | | | | | | | | | | | | | |                                                                                                  |                                                                                                  |                                                                                                  |                                                                                                  |                                                         |                                                         |                                                         |                                                         |                                                 |                                                 |                                                                                  |                                                                                  |                                                                                  |                                                                                  |                                                                                  |                                                                                  |  |  |  |  |  |  |  |  |  |  |  |  |  |  |  |  |  |  |  |  |  |  |  |  |
| | | | | | | | | | | | | | |                                                                                                  |                                                                                                  | 1881年アムトヒル男爵                                                                             | 1881年アムトヒル男爵                                                                             | 1881年アムトヒル男爵                                    | 1881年アムトヒル男爵                                    | 1881年アムトヒル男爵                                    | 1881年アムトヒル男爵                                    |                                                 |                                                 | ラッセル伯爵家へ                                                                 | ラッセル伯爵家へ                                                                 | ラッセル伯爵家へ                                                                 | ラッセル伯爵家へ                                                                 | ラッセル伯爵家へ                                                                 | ラッセル伯爵家へ                                                                 |  |  |  |  |  |  |  |  |  |  |  |  |  |  |  |  |  |  |  |  |  |  |  |  |
| 8代ベッドフォード公 12代ベッドフォード伯 ソーンホーの10代ラッセル男爵 ウィリアム・ラッセル (1809–1872) | 8代ベッドフォード公 12代ベッドフォード伯 ソーンホーの10代ラッセル男爵 ウィリアム・ラッセル (1809–1872) | 8代ベッドフォード公 12代ベッドフォード伯 ソーンホーの10代ラッセル男爵 ウィリアム・ラッセル (1809–1872) | 8代ベッドフォード公 12代ベッドフォード伯 ソーンホーの10代ラッセル男爵 ウィリアム・ラッセル (1809–1872) | 8代ベッドフォード公 12代ベッドフォード伯 ソーンホーの10代ラッセル男爵 ウィリアム・ラッセル (1809–1872)   | 8代ベッドフォード公 12代ベッドフォード伯 ソーンホーの10代ラッセル男爵 ウィリアム・ラッセル (1809–1872)   | | | 9代ベッドフォード公 13代ベッドフォード伯 ソーンホーの11代ラッセル男爵 フランシス・ラッセル (1819–1891)        | 9代ベッドフォード公 13代ベッドフォード伯 ソーンホーの11代ラッセル男爵 フランシス・ラッセル (1819–1891)    | 9代ベッドフォード公 13代ベッドフォード伯 ソーンホーの11代ラッセル男爵 フランシス・ラッセル (1819–1891)    | 9代ベッドフォード公 13代ベッドフォード伯 ソーンホーの11代ラッセル男爵 フランシス・ラッセル (1819–1891)    | 9代ベッドフォード公 13代ベッドフォード伯 ソーンホーの11代ラッセル男爵 フランシス・ラッセル (1819–1891)    | 9代ベッドフォード公 13代ベッドフォード伯 ソーンホーの11代ラッセル男爵 フランシス・ラッセル (1819–1891)    |                                                                                                  |                                                                                                  | 1881年アムトヒル男爵                                                                             | 1881年アムトヒル男爵                                                                             | 1881年アムトヒル男爵                                    | 1881年アムトヒル男爵                                    | 1881年アムトヒル男爵                                    | 1881年アムトヒル男爵                                    | 初代アムトヒル男爵 オード・ラッセル (1829–1884) | 初代アムトヒル男爵 オード・ラッセル (1829–1884) | 初代アムトヒル男爵 オード・ラッセル (1829–1884)                                  | 初代アムトヒル男爵 オード・ラッセル (1829–1884)                                  | 初代アムトヒル男爵 オード・ラッセル (1829–1884)                                  | 初代アムトヒル男爵 オード・ラッセル (1829–1884)                                  | ラッセル伯爵家へ                                                                 | ラッセル伯爵家へ                                                                 |  |  |  |  |  |  |  |  |  |  |  |  |  |  |  |  |  |  |  |  |  |  |  |  |
| 8代ベッドフォード公 12代ベッドフォード伯 ソーンホーの10代ラッセル男爵 ウィリアム・ラッセル (1809–1872) | 8代ベッドフォード公 12代ベッドフォード伯 ソーンホーの10代ラッセル男爵 ウィリアム・ラッセル (1809–1872) | 8代ベッドフォード公 12代ベッドフォード伯 ソーンホーの10代ラッセル男爵 ウィリアム・ラッセル (1809–1872) | 8代ベッドフォード公 12代ベッドフォード伯 ソーンホーの10代ラッセル男爵 ウィリアム・ラッセル (1809–1872) | 8代ベッドフォード公 12代ベッドフォード伯 ソーンホーの10代ラッセル男爵 ウィリアム・ラッセル (1809–1872)   | 8代ベッドフォード公 12代ベッドフォード伯 ソーンホーの10代ラッセル男爵 ウィリアム・ラッセル (1809–1872)   | | | 9代ベッドフォード公 13代ベッドフォード伯 ソーンホーの11代ラッセル男爵 フランシス・ラッセル (1819–1891)        | 9代ベッドフォード公 13代ベッドフォード伯 ソーンホーの11代ラッセル男爵 フランシス・ラッセル (1819–1891)    | 9代ベッドフォード公 13代ベッドフォード伯 ソーンホーの11代ラッセル男爵 フランシス・ラッセル (1819–1891)    | 9代ベッドフォード公 13代ベッドフォード伯 ソーンホーの11代ラッセル男爵 フランシス・ラッセル (1819–1891)    | 9代ベッドフォード公 13代ベッドフォード伯 ソーンホーの11代ラッセル男爵 フランシス・ラッセル (1819–1891)    | 9代ベッドフォード公 13代ベッドフォード伯 ソーンホーの11代ラッセル男爵 フランシス・ラッセル (1819–1891)    |                                                                                                  |                                                                                                  |                                                                                                  |                                                                                                  |                                                         |                                                         |                                                         |                                                         | 初代アムトヒル男爵 オード・ラッセル (1829–1884) | 初代アムトヒル男爵 オード・ラッセル (1829–1884) | 初代アムトヒル男爵 オード・ラッセル (1829–1884)                                  | 初代アムトヒル男爵 オード・ラッセル (1829–1884)                                  | 初代アムトヒル男爵 オード・ラッセル (1829–1884)                                  | 初代アムトヒル男爵 オード・ラッセル (1829–1884)                                  |                                                                                  |                                                                                  |  |  |  |  |  |  |  |  |  |  |  |  |  |  |  |  |  |  |  |  |  |  |  |  |
| | | | | | | | | | | | | | |                                                                                                  |                                                                                                  | アムトヒル男爵家へ                                                                               |                                                                                                  |                                                         |                                                         |                                                         |                                                         |                                                 |                                                 |                                                                                  |                                                                                  |                                                                                  |                                                                                  |                                                                                  |                                                                                  |  |  |  |  |  |  |  |  |  |  |  |  |  |  |  |  |  |  |  |  |  |  |  |  |
| | | | | | | | | | | | | | |                                                                                                  |                                                                                                  |                                                                                                  |                                                                                                  |                                                         |                                                         |                                                         |                                                         |                                                 |                                                 |                                                                                  |                                                                                  |                                                                                  |                                                                                  |                                                                                  |                                                                                  |  |  |  |  |  |  |  |  |  |  |  |  |  |  |  |  |  |  |  |  |  |  |  |  |
| 10代ベッドフォード公 14代ベッドフォード伯 ソーンホーの12代ラッセル男爵 ジョージ・ラッセル (1852–1893)  | 10代ベッドフォード公 14代ベッドフォード伯 ソーンホーの12代ラッセル男爵 ジョージ・ラッセル (1852–1893)  | 10代ベッドフォード公 14代ベッドフォード伯 ソーンホーの12代ラッセル男爵 ジョージ・ラッセル (1852–1893)  | 10代ベッドフォード公 14代ベッドフォード伯 ソーンホーの12代ラッセル男爵 ジョージ・ラッセル (1852–1893)  | 10代ベッドフォード公 14代ベッドフォード伯 ソーンホーの12代ラッセル男爵 ジョージ・ラッセル (1852–1893)    | 10代ベッドフォード公 14代ベッドフォード伯 ソーンホーの12代ラッセル男爵 ジョージ・ラッセル (1852–1893)    | | | 11代ベッドフォード公 15代ベッドフォード伯 ソーンホーの13代ラッセル男爵 ハーブランド・ラッセル (1858–1940)     | 11代ベッドフォード公 15代ベッドフォード伯 ソーンホーの13代ラッセル男爵 ハーブランド・ラッセル (1858–1940) | 11代ベッドフォード公 15代ベッドフォード伯 ソーンホーの13代ラッセル男爵 ハーブランド・ラッセル (1858–1940) | 11代ベッドフォード公 15代ベッドフォード伯 ソーンホーの13代ラッセル男爵 ハーブランド・ラッセル (1858–1940) | 11代ベッドフォード公 15代ベッドフォード伯 ソーンホーの13代ラッセル男爵 ハーブランド・ラッセル (1858–1940) | 11代ベッドフォード公 15代ベッドフォード伯 ソーンホーの13代ラッセル男爵 ハーブランド・ラッセル (1858–1940) |                                                                                                  |                                                                                                  |                                                                                                  |                                                                                                  |                                                         |                                                         |                                                         |                                                         |                                                 |                                                 |                                                                                  |                                                                                  |                                                                                  |                                                                                  |                                                                                  |                                                                                  |  |  |  |  |  |  |  |  |  |  |  |  |  |  |  |  |  |  |  |  |  |  |  |  |
| 10代ベッドフォード公 14代ベッドフォード伯 ソーンホーの12代ラッセル男爵 ジョージ・ラッセル (1852–1893)  | 10代ベッドフォード公 14代ベッドフォード伯 ソーンホーの12代ラッセル男爵 ジョージ・ラッセル (1852–1893)  | 10代ベッドフォード公 14代ベッドフォード伯 ソーンホーの12代ラッセル男爵 ジョージ・ラッセル (1852–1893)  | 10代ベッドフォード公 14代ベッドフォード伯 ソーンホーの12代ラッセル男爵 ジョージ・ラッセル (1852–1893)  | 10代ベッドフォード公 14代ベッドフォード伯 ソーンホーの12代ラッセル男爵 ジョージ・ラッセル (1852–1893)    | 10代ベッドフォード公 14代ベッドフォード伯 ソーンホーの12代ラッセル男爵 ジョージ・ラッセル (1852–1893)    | | | 11代ベッドフォード公 15代ベッドフォード伯 ソーンホーの13代ラッセル男爵 ハーブランド・ラッセル (1858–1940)     | 11代ベッドフォード公 15代ベッドフォード伯 ソーンホーの13代ラッセル男爵 ハーブランド・ラッセル (1858–1940) | 11代ベッドフォード公 15代ベッドフォード伯 ソーンホーの13代ラッセル男爵 ハーブランド・ラッセル (1858–1940) | 11代ベッドフォード公 15代ベッドフォード伯 ソーンホーの13代ラッセル男爵 ハーブランド・ラッセル (1858–1940) | 11代ベッドフォード公 15代ベッドフォード伯 ソーンホーの13代ラッセル男爵 ハーブランド・ラッセル (1858–1940) | 11代ベッドフォード公 15代ベッドフォード伯 ソーンホーの13代ラッセル男爵 ハーブランド・ラッセル (1858–1940) |                                                                                                  |                                                                                                  |                                                                                                  |                                                                                                  |                                                         |                                                         |                                                         |                                                         |                                                 |                                                 |                                                                                  |                                                                                  |                                                                                  |                                                                                  |                                                                                  |                                                                                  |  |  |  |  |  |  |  |  |  |  |  |  |  |  |  |  |  |  |  |  |  |  |  |  |
| | | | | | | | | 12代ベッドフォード公 16代ベッドフォード伯 ソーンホーの14代ラッセル男爵 ヘイスティングス・ラッセル (1888–1953) | | | | | |                                                                                                  |                                                                                                  |                                                                                                  |                                                                                                  |                                                         |                                                         |                                                         |                                                         |                                                 |                                                 |                                                                                  |                                                                                  |                                                                                  |                                                                                  |                                                                                  |                                                                                  |  |  |  |  |  |  |  |  |  |  |  |  |  |  |  |  |  |  |  |  |  |  |  |  |
| | | | | | | | | | | | | | |                                                                                                  |                                                                                                  |                                                                                                  |                                                                                                  |                                                         |                                                         |                                                         |                                                         |                                                 |                                                 |                                                                                  |                                                                                  |                                                                                  |                                                                                  |                                                                                  |                                                                                  |  |  |  |  |  |  |  |  |  |  |  |  |  |  |  |  |  |  |  |  |  |  |  |  |
| | | | | | | | | 13代ベッドフォード公 17代ベッドフォード伯 ソーンホーの15代ラッセル男爵 ジョン・ラッセル (1917–2002)           | | | | | |                                                                                                  |                                                                                                  |                                                                                                  |                                                                                                  |                                                         |                                                         |                                                         |                                                         |                                                 |                                                 |                                                                                  |                                                                                  |                                                                                  |                                                                                  |                                                                                  |                                                                                  |  |  |  |  |  |  |  |  |  |  |  |  |  |  |  |  |  |  |  |  |  |  |  |  |
| | | | | | | | | | | | | | |                                                                                                  |                                                                                                  |                                                                                                  |                                                                                                  |                                                         |                                                         |                                                         |                                                         |                                                 |                                                 |                                                                                  |                                                                                  |                                                                                  |                                                                                  |                                                                                  |                                                                                  |  |  |  |  |  |  |  |  |  |  |  |  |  |  |  |  |  |  |  |  |  |  |  |  |
| | | | | | | | | 14代ベッドフォード公 18代ベッドフォード伯 ソーンホーの16代ラッセル男爵 ロビン・ラッセル (1940–2003)           | | | | | |                                                                                                  |                                                                                                  |                                                                                                  |                                                                                                  |                                                         |                                                         |                                                         |                                                         |                                                 |                                                 |                                                                                  |                                                                                  |                                                                                  |                                                                                  |                                                                                  |                                                                                  |  |  |  |  |  |  |  |  |  |  |  |  |  |  |  |  |  |  |  |  |  |  |  |  |
| | | | | | | | | | | | | | |                                                                                                  |                                                                                                  |                                                                                                  |                                                                                                  |                                                         |                                                         |                                                         |                                                         |                                                 |                                                 |                                                                                  |                                                                                  |                                                                                  |                                                                                  |                                                                                  |                                                                                  |  |  |  |  |  |  |  |  |  |  |  |  |  |  |  |  |  |  |  |  |  |  |  |  |
| | | | | | | | | | | | | | |                                                                                                  |                                                                                                  |                                                                                                  |                                                                                                  |                                                         |                                                         |                                                         |                                                         |                                                 |                                                 |                                                                                  |                                                                                  |                                                                                  |                                                                                  |                                                                                  |                                                                                  |  |  |  |  |  |  |  |  |  |  |  |  |  |  |  |  |  |  |  |  |  |  |  |  |
| 15代ベッドフォード公 19代ベッドフォード伯 ソーンホーの17代ラッセル男爵 アンドリュー・ラッセル (1962–)  | 15代ベッドフォード公 19代ベッドフォード伯 ソーンホーの17代ラッセル男爵 アンドリュー・ラッセル (1962–)  | 15代ベッドフォード公 19代ベッドフォード伯 ソーンホーの17代ラッセル男爵 アンドリュー・ラッセル (1962–)  | 15代ベッドフォード公 19代ベッドフォード伯 ソーンホーの17代ラッセル男爵 アンドリュー・ラッセル (1962–)  | 15代ベッドフォード公 19代ベッドフォード伯 ソーンホーの17代ラッセル男爵 アンドリュー・ラッセル (1962–)    | 15代ベッドフォード公 19代ベッドフォード伯 ソーンホーの17代ラッセル男爵 アンドリュー・ラッセル (1962–)    | | | ロビン・ラッセル卿 (1963–)                                                                                    | ロビン・ラッセル卿 (1963–)                                                                                | ロビン・ラッセル卿 (1963–)                                                                                | ロビン・ラッセル卿 (1963–)                                                                                | ロビン・ラッセル卿 (1963–)                                                                                | ロビン・ラッセル卿 (1963–)                                                                                |                                                                                                  |                                                                                                  | ジェイムズ・ラッセル卿 (1975–)                                                                   | ジェイムズ・ラッセル卿 (1975–)                                                                   | ジェイムズ・ラッセル卿 (1975–)                          | ジェイムズ・ラッセル卿 (1975–)                          | ジェイムズ・ラッセル卿 (1975–)                          | ジェイムズ・ラッセル卿 (1975–)                          |                                                 |                                                 |                                                                                  |                                                                                  |                                                                                  |                                                                                  |                                                                                  |                                                                                  |  |  |  |  |  |  |  |  |  |  |  |  |  |  |  |  |  |  |  |  |  |  |  |  |
| 15代ベッドフォード公 19代ベッドフォード伯 ソーンホーの17代ラッセル男爵 アンドリュー・ラッセル (1962–)  | 15代ベッドフォード公 19代ベッドフォード伯 ソーンホーの17代ラッセル男爵 アンドリュー・ラッセル (1962–)  | 15代ベッドフォード公 19代ベッドフォード伯 ソーンホーの17代ラッセル男爵 アンドリュー・ラッセル (1962–)  | 15代ベッドフォード公 19代ベッドフォード伯 ソーンホーの17代ラッセル男爵 アンドリュー・ラッセル (1962–)  | 15代ベッドフォード公 19代ベッドフォード伯 ソーンホーの17代ラッセル男爵 アンドリュー・ラッセル (1962–)    | 15代ベッドフォード公 19代ベッドフォード伯 ソーンホーの17代ラッセル男爵 アンドリュー・ラッセル (1962–)    | | | ロビン・ラッセル卿 (1963–)                                                                                    | ロビン・ラッセル卿 (1963–)                                                                                | ロビン・ラッセル卿 (1963–)                                                                                | ロビン・ラッセル卿 (1963–)                                                                                | ロビン・ラッセル卿 (1963–)                                                                                | ロビン・ラッセル卿 (1963–)                                                                                |                                                                                                  |                                                                                                  | ジェイムズ・ラッセル卿 (1975–)                                                                   | ジェイムズ・ラッセル卿 (1975–)                                                                   | ジェイムズ・ラッセル卿 (1975–)                          | ジェイムズ・ラッセル卿 (1975–)                          | ジェイムズ・ラッセル卿 (1975–)                          | ジェイムズ・ラッセル卿 (1975–)                          |                                                 |                                                 |                                                                                  |                                                                                  |                                                                                  |                                                                                  |                                                                                  |                                                                                  |  |  |  |  |  |  |  |  |  |  |  |  |  |  |  |  |  |  |  |  |  |  |  |  |
| | | | | | | | | | | | | | |                                                                                                  |                                                                                                  |                                                                                                  |                                                                                                  |                                                         |                                                         |                                                         |                                                         |                                                 |                                                 |                                                                                  |                                                                                  |                                                                                  |                                                                                  |                                                                                  |                                                                                  |  |  |  |  |  |  |  |  |  |  |  |  |  |  |  |  |  |  |  |  |  |  |  |  |
| タヴィストック侯(儀礼称号) ヘンリー・ラッセル (2005–)                                                  | タヴィストック侯(儀礼称号) ヘンリー・ラッセル (2005–)                                                  | タヴィストック侯(儀礼称号) ヘンリー・ラッセル (2005–)                                                  | タヴィストック侯(儀礼称号) ヘンリー・ラッセル (2005–)                                                  | タヴィストック侯(儀礼称号) ヘンリー・ラッセル (2005–)                                                    | タヴィストック侯(儀礼称号) ヘンリー・ラッセル (2005–)                                                    | | | | | | | アレグザンダー・ラッセル (2010–)                                                                          | アレグザンダー・ラッセル (2010–)                                                                          | アレグザンダー・ラッセル (2010–)                                                                 | アレグザンダー・ラッセル (2010–)                                                                 | アレグザンダー・ラッセル (2010–)                                                                 | アレグザンダー・ラッセル (2010–)                                                                 |                                                         |                                                         | レオ・ラッセル (2013–)                                  | レオ・ラッセル (2013–)                                  | レオ・ラッセル (2013–)                          | レオ・ラッセル (2013–)                          | レオ・ラッセル (2013–)                                                           | レオ・ラッセル (2013–)                                                           |                                                                                  |                                                                                  |                                                                                  |                                                                                  |  |  |  |  |  |  |  |  |  |  |  |  |  |  |  |  |  |  |  |  |  |  |  |  |